# Peyton Manning
Peyton Williams Manning (Nova Orleães, 24 de março de 1976) é um jogador de futebol americano aposentado que atuava na posição de quarterback na National Football League. Começou sua carreira pela Universidade do Tennessee em 1994 e depois foram dezoito anos como profissional na NFL, sendo quatorze com a equipe do Indianapolis Colts e mais quatro com o Denver Broncos. Manning é reconhecido por muitos especialistas do esporte como um dos melhores jogadores de futebol americano de todos os tempos, tendo sido nomeado cinco vezes o Jogador Mais Valioso (MVP) da liga, mais do que qualquer outro atleta. Em fevereiro de 2021, no seu primeiro ano de elegibilidade, Manning foi aceito no Pro Football Hall of Fame.
Manning foi selecionado com a primeira escolha geral do draft da NFL de 1998 pelo Indianapolis Colts. De 1998 a 2010, ele foi capaz de transformar os Colts de uma franquia perdedora, como havia sido no decorrer de toda a década, em um dos times de elite da liga. Como quarterback titular do time de Indiana, Manning liderou sua equipe a oito títulos de divisão, dois títulos de conferência e duas aparições no Super Bowl, conquistando o título de campeão da NFL no Super Bowl XLI, o primeiro título dos Colts em três décadas. Após uma cirurgia no pescoço que o fez perder toda a temporada de 2011, ele acabou sendo dispensado pela equipe de Indianápolis e então assinou um contrato com o Denver Broncos, sendo seu quarterback titular de 2012 a 2015, conquistando o título de sua divisão em cada um desses anos e indo para dois Super Bowls, vencendo a edição 50. Em 2016, Manning oficialmente declarou que estava se aposentando, após dezoito anos na NFL.
Manning detém vários recordes e marcas importantes em sua carreira na NFL, incluindo cinco prêmios de Jogador Mais Valioso (MVP) da liga, quatorze aparições no Pro Bowl, mais temporadas com quatro mil jardas (quatorze), mais jardas aéreas acumuladas numa única temporada (5 477, em 2013) e mais passes para touchdown em um ano (55, em 2013), por exemplo. Ele também tem o maior número de nomeações para First-Team All-Pro por um quarterback (sete) e ainda é o terceiro jogador com mais jardas aéreas (71 940) e touchdowns lançados (539) na carreira. Vencedor de dois Super Bowls e nomeado Melhor Jogador em um deles (o XLI), Manning é também o único quarterback a jogar e vencer ao menos um Super Bowl por duas franquias diferentes, jogando ainda as quatro finais de campeonato de que participou com quatro técnicos diferentes (Dungy, Caldwell, Fox e Kubiak). Aos 39 anos de idade, Peyton foi o quarterback mais velho a começar e vencer um Super Bowl até Tom Brady fazer o mesmo em 2019, aos 41 anos.
Durante um jogo de Monday Night Football em 2009, Manning recebeu do então comentarista Jon Gruden o apelido de "The Sheriff" ("Xerife"), por sua tendência de alterar as jogadas (com audible) antes de a bola ser colocada em jogo. Peyton Manning tornou-se um dos jogadores mais reconhecidos e respeitados da NFL pelos torcedores e pela mídia, participando de inúmeros comerciais e programas de entretenimento, e também sendo alvo de inúmeras paródias. Os dois times que Manning liderou (os Colts e os Broncos) durante o período em que foi seu quarterback ficaram reconhecidos por seus esquemas ofensivos dinâmicos e rápidos (a chamada hurry-up offense).

## Começo
Manning nasceu em Nova Orleães, Luisiana, em 24 de março de 1976, filho de Olivia (cujo sobrenome de solteira era Williams) e Archie Manning, ex-quarterback da NFL. Ele tem dois irmãos, Cooper e Eli Manning (este último também jogador de futebol americano e duas vezes campeão do Super Bowl).

### Colegial
Manning estudou na Isidore Newman School, onde liderou seu time e conquistou 34 vitórias e cinco derrotas nos três anos em que foi titular. Manning chegou a ser nomeado para o Gatorade Circle of Champions National Player-of-the-Year e Columbus (Ohio) Touchdown Club National Offensive Player-of-the-Year, em 1993.

### Universidade do Tennessee
Peyton Manning atuou por quatro anos pelo Tennessee Volunteers, pelo qual fez 11 201 jardas e 89 touchdowns, ganhando 39 dos 45 jogos como titular, um recorde até então. Manning recebeu uma indicação para o Troféu Heisman em 1997, mas acabou ficando em segundo lugar, perdendo para o cornerback Charles Woodson. Na faculdade ganhou vários prêmios e reconhecimento, sendo considerado o melhor quarterback da história da Universidade do Tennessee e foi também selecionado para a Seleção Universitária (All-America) várias vezes.
| Estatísticas na NCAA |                 |                 |                 |                 |                 |                 |                 |                     |                     |                     |                     |
| Tennessee Volunteers |                 |                 |                 |                 |                 |                 |                 |                     |                     |                     |                     |
| Temporada            | Passando a bola | Passando a bola | Passando a bola | Passando a bola | Passando a bola | Passando a bola | Passando a bola | Correndo com a bola | Correndo com a bola | Correndo com a bola | Correndo com a bola |
| Temporada            | Comp            | Ten             | Jardas          | Pct%            | TD              | Int             | QB Rating       | Ten                 | Jardas              | Média               | TD                  |
| 1994                 | 89              | 144             | 1 141           | 61,8%           | 11              | 6               | 145,2           | 21                  | -28                 | -1,3                | 0                   |
| 1995                 | 244             | 380             | 2 954           | 64,2%           | 22              | 4               | 146,5           | 41                  | 6                   | 0,1                 | 0                   |
| 1996                 | 243             | 380             | 3 287           | 63,9%           | 20              | 12              | 147,7           | 42                  | -131                | -3,1                | 0                   |
| 1997                 | 287             | 477             | 3 819           | 60,2%           | 36              | 11              | 147,7           | 49                  | 30                  | 0,6                 | 0                   |
| Total                | 863             | 1 381           | 11 201          | 62,5%           | 89              | 33              | 147,1           | 153                 | -183                | -0,6                | 0                   |

## Carreira profissional

### NFL

#### Indianapolis Colts

##### Temporada de 1998: temporada como calouro

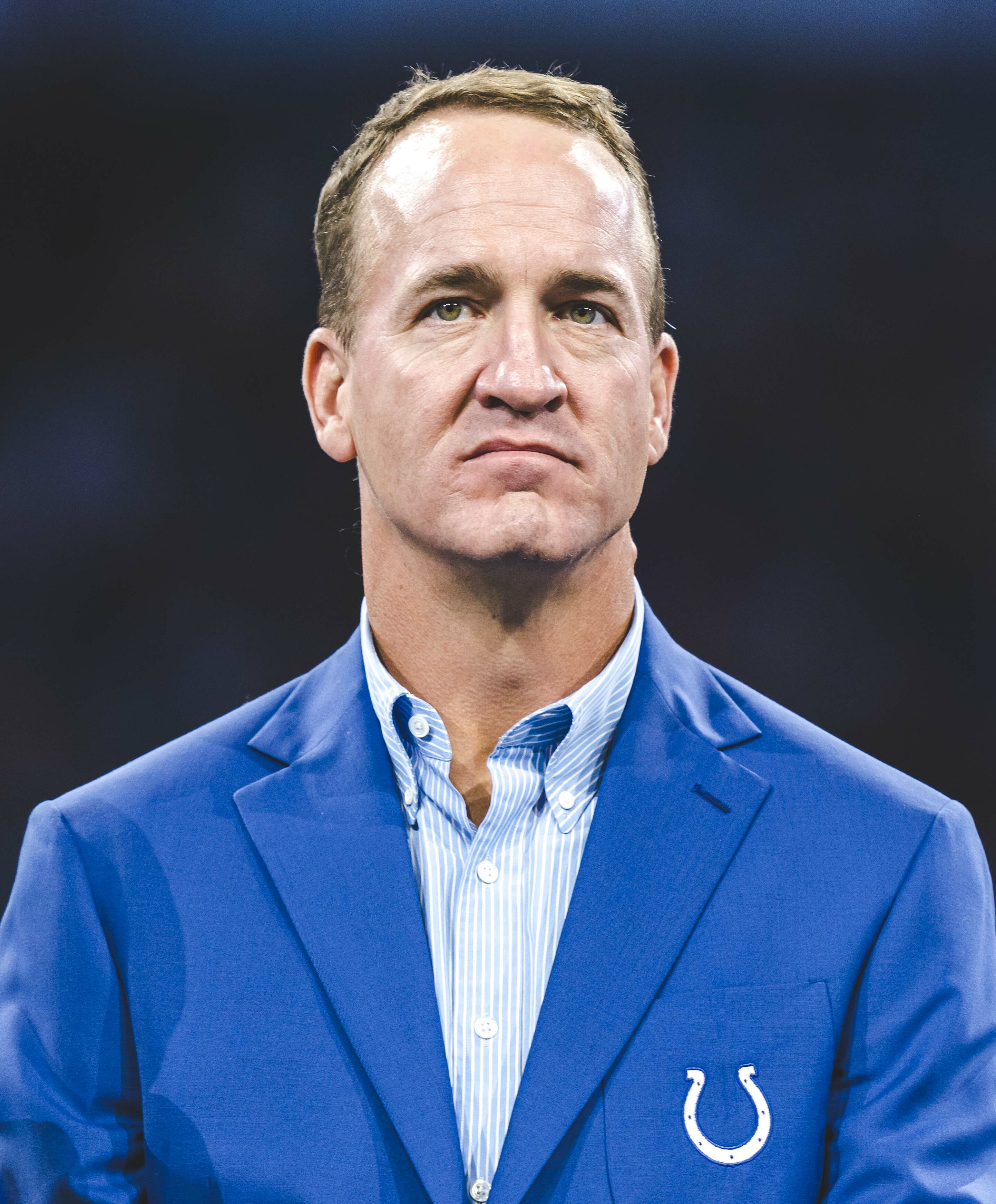
Manning recebendo o Colts Ring of Honor. O jogador atuou durante boa parte de sua carreira no time de Indianápolis.

Manning foi o primeiro jogador selecionado na primeira rodada do Draft de 1998 da NFL, pelo Indianapolis Colts. Em sua primeira temporada ele passou para 3 739 jardas, além de ter feito 26 touchdowns e também quebrou cinco recordes diferentes para um calouro (rookie). A primeira vitória como profissional veio contra o San Diego Chargers do quarterback Ryan Leaf (a grande decepção do Draft). Na semana seguinte Manning enfrentou Steve Young e fez três touchdowns, quebrando o recorde de touchdowns de um novato em um jogo para um quarterback dos Colts, mas o San Francisco 49ers conseguiu fazer um field goal decisivo, marcando 34 a 31 no final. Em novembro, em um jogo contra o New York Jets, Manning lançou mais três touchdowns e foi nomeado AFC Offensive Player of the Week (jogador ofensivo da semana pela AFC) e durante essa partida teve sua primeira campanha para a vitória (game-winning drive) da carreira, lançando um touchdown para o recebedor Marcus Pollard. Naquela temporada, os Colts perderam muitos jogos por poucos pontos e terminaram com três vitórias e treze derrotas.

##### Temporada de 1999: primeiros quatro mil
Os Colts abriram a temporada de 1999 com uma vitória por 31 a 14 sobre o Buffalo Bills, mas na semana seguinte veio uma derrota para o New England Patriots depois de estar vencendo por 28 a 7. Depois veio uma vitória sobre os Chargers por 27 a 19, ocasião em que Manning lançou para quatrocentas jardas. Depois de uma derrota para o Miami Dolphins, os Colts venceram onze dos doze jogos seguintes, ganhando a divisão com uma campanha de treze vitórias e três derrotas. Nos playoffs de 1999, o Indianapolis acabou perdendo para o Tennessee Titans por 19 a 16, e Manning não conseguiu fazer um touchdown na partida. Ele encerrou a temporada com 4 135 jardas e 26 touchdowns, sendo chamado para o Pro Bowl (jogo das estrelas) e também nomeado para a seleção da temporada (All-Pro), sendo as duas nomeações as primeiras de sua carreira.

##### Temporada de 2000
Os Colts começaram a temporada de 2000 de forma inconsistente. Depois de uma vitória sobre o Kansas City Chiefs, o time deixou o Oakland Raiders virar um jogo que perdia por 21 a 0. O Indianapolis respondeu com uma vitória em pleno Monday Night Football, um dos programas de maior audiência da televisão americana, contra o Jacksonville, por 43 a 14, com ótima atuação de Manning, que lançou para 430 jardas e quatro touchdowns. Peyton foi nomeado Jogador Ofensivo da AFC naquela semana por sua atuação. Os Colts venceram então quatro dos cinco jogos seguintes, incluindo uma vitória sobre o New England, em que Manning teve seu primeiro jogo com um índice de aproveitamento (rating) perfeito em sua carreira, mas em seguida perderam quatro de cinco partidas. Porém, o time de Indiana conseguiu vencer os últimos três jogos da temporada, incluindo uma vitória por 31 a 10 sobre o Minnesota Vikings na semana 17, quando Manning lançou quatro touchdowns e foi mais uma vez nomeado jogador ofensivo da semana na sua conferência, e a equipe terminou a temporada com dez vitórias e seis derrotas, classificando-se para os playoffs na repescagem (wild card). No jogo de repescagem os Colts perderam na prorrogação para o Miami Dolphins por 23 a 17. Manning passou para 194 jardas e apenas um touchdown durante aquela derrota. Ele terminou essa temporada com 4 413 jardas e 33 touchdowns, e foi nomeado pela segunda vez All-Pro e para o Pro Bowl, onde lançou para três touchdowns.

##### Temporada de 2001
Durante a temporada de 2001, Manning e os Colts apresentaram à liga o que seria a "marca registrada" do ataque do time de Indiana, o chamado ataque sem conferência (no-huddle offense), que foi usado com grande sucesso contra os Jets na semana 1, na vitória por 45 a 24. Na semana seguinte o Indianapolis Colts venceu seu segundo jogo, desta vez contra o Buffalo, quando Manning lançou para 421 jardas e foi nomeado Jogador Ofensivo da AFC naquela semana. Entretanto, os Colts perderam os três jogos seguintes. Depois de duas vitórias, o time perderia sete das nove partidas seguintes, terminando a temporada com uma campanha de seis vitórias e dez derrotas. Apesar da péssima campanha, Manning terminou a temporada com 4 131 jardas e 26 touchdowns. Insatisfeitos com o péssimo desempenho do time e com repetidos fracassos na pós-temporada, os Colts despediram seu treinador Jim Mora.

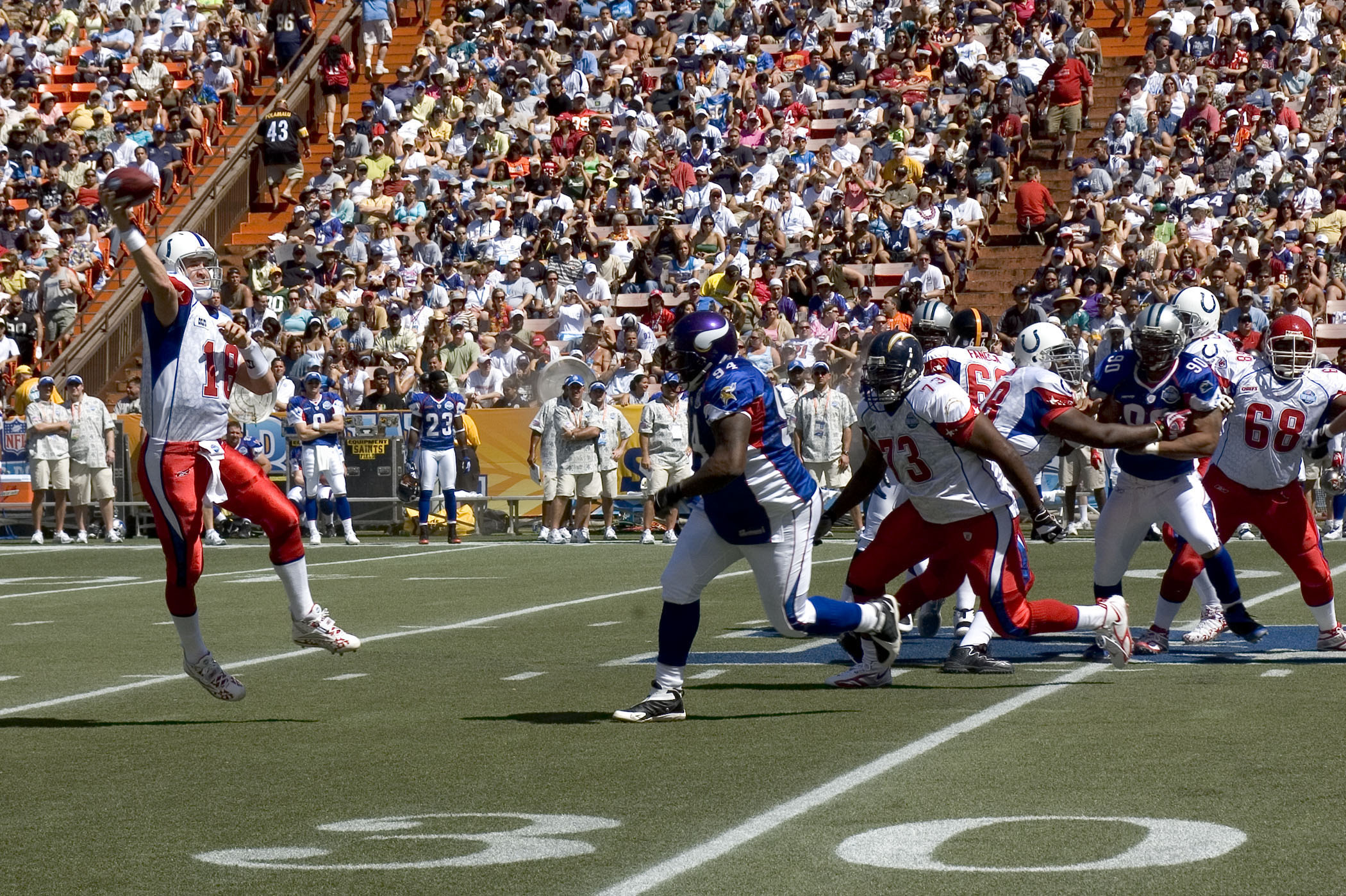
Peyton Manning (à esquerda) jogando no Pro Bowl de 2007.

##### Temporada de 2002
Jim Irsay, dono do time, chamou Tony Dungy para ser o novo treinador. Os Colts começaram a temporada de 2002 com quatro vitórias em cinco jogos, mas depois perderam três partidas consecutivas. O Indianapolis respondeu vencendo seis dos últimos oito jogos, incluindo uma vitória por 35 a 13 sobre o Philadelphia Eagles, quando Manning conseguiu o segundo jogo perfeito de sua carreira. Os Colts terminaram 2002 com uma campanha de dez vitórias e seis derrotas, conseguindo um lugar nos playoffs. Contudo, a equipe foi eliminada pelos Jets no jogo de repescagem por 41 a 0, com Manning passando para apenas 137 jardas. Ele terminou o ano com 4 200 jardas e 27 touchdowns e foi nomeado mais uma vez para o Pro Bowl, onde completou cinco de onze passes para cem jardas e um touchdown.

##### Temporada de 2003:MVP season
Em 2003, os Colts começaram a temporada com cinco vitórias e nenhuma derrota, incluindo uma vitória por 55 a 21 sobre o New Orleans Saints, quando Manning fez o terceiro jogo perfeito de sua carreira, sendo mais uma vez nomeado Jogador Ofensivo da AFC naquela semana. Depois de uma derrota na prorrogação para o Carolina Panthers, os Colts venceram todos os jogos daquela temporada com exceção de três, terminando com uma campanha de doze vitórias em dezesseis jogos. No Monday Night Football, na semana 5, os Colts enfrentaram os atuais campeões Tampa Bay Buccaneers. O time de Indianapolis pedia por 35 a 14 faltando cinco minutos para o fim do jogo. Após um bom retorno de chute e um touchdown terrestre rápido, os Colts recuperaram um onside kick e trouxeram a partida para duas posses de bola. Manning lançou então um passe de 28 jardas para Marvin Harrison anotar um touchdown numa quarta decida, trazendo o jogo para 35 a 28. Após a defesa recuperar a bola, faltando 1:41 minutos no relógio, Manning liderou uma campanha de 85 jardas e lançou mais um TD para dessa vez empatar a partida. Na prorrogação, Peyton conduziu o ataque que terminou com um field goal de 29 jardas para a vitória por 38 a 35. Esta foi a única vez na história da NFL onde um time conseguiu reverter uma diferença de vinte e um pontos faltando quatro minutos no tempo regulamentar. Manning lançou para 386 jardas neste jogo.
Na semana 14, contra o Atlanta Falcons, Peyton lançou para cinco touchdowns e foi nomeado Jogador da Semana pela segunda semana seguida. Ele também foi nomeado Jogador Ofensivo do Mês na AFC (AFC Offensive Player of the Month) em outubro. No jogo de repescagem dos playoffs, Manning e os Colts derrotaram o Denver Broncos por 41 a 10, a primeira vitória da carreira de Manning na pós-temporada. Ele passou para 377 jardas e lançou para cinco touchdowns nesse jogo, que deu a ele o aproveitamento (rating) perfeito para um quarterback, o segundo daquele ano e o quarto da carreira. Depois do jogo, Peyton recebeu o prêmio de Jogador da Semana pela terceira vez naquela temporada. Nos playoffs de divisão, Manning liderou os Colts na vitória por 38 a 31 em cima do Kansas City Chiefs. Na final da AFC, ele sofreu uma amarga derrota para o New England Patriots, em um jogo dominado pela defesa adversária, quando teve o terceiro pior índice de produtividade de sua carreira, com apenas 35,5 de aproveitamento, num máximo de até 158,3. A defesa dos Patriots interceptou Manning quatro vezes, e ele também sofreu quatro sacks. Os Colts acabaram perdendo o jogo por 24 a 14. Durante a temporada, Manning foi nomeado Melhor Jogador do Mês de Setembro pela liga e também MVP da NFL pela Associated Press, junto com o quarterback do Tennessee Titans, Steve McNair. Manning também recebeu o prêmio ESPY de melhor jogador do ano. Ele liderou a liga com 4 267 jardas e fez 29 touchdowns, foi nomeado All-Pro e também selecionado para o Pro Bowl. Ele passou para 342 jardas e fez três touchdowns no jogo das estrelas, na derrota da AFC por 55 a 52.

##### Temporada de 2004: MVP pela segunda vez

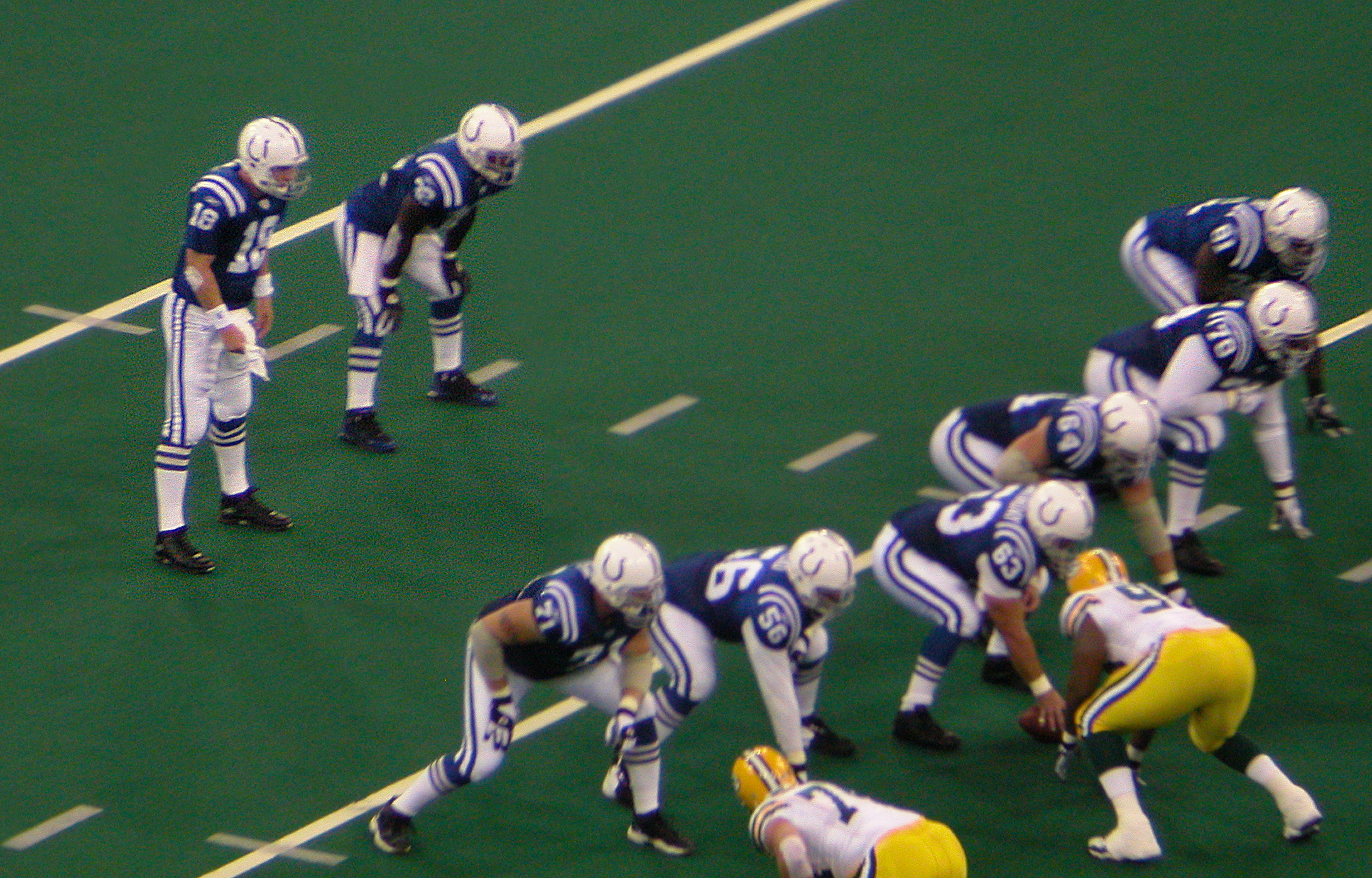
Manning enfrentando os Packers, em 2004.

No começo da temporada de 2004, os Colts começaram com uma derrota por 27 a 24 para os Patriots, depois que Mike Vanderjagt perdeu o field goal que daria o empate aos Colts nos segundos finais. O Indianapolis conseguiu vencer seus quatro jogos seguintes, incluindo uma vitória por 45 a 31 sobre o Green Bay Packers, quando Manning lançou para cinco touchdowns, sendo nomeado melhor jogador da AFC naquela semana. O time, entretanto, perdeu seus dois jogos seguintes, para Jacksonville e Kansas City, apesar de Manning ter somado 840 jardas nas duas partidas. Os Colts se recuperaram vencendo oito jogos consecutivos antes de perder a última partida da temporada para o Denver. Durante o mês de novembro, Peyton foi nomeado Jogador Ofensivo da Semana na AFC por duas vezes: a primeira quando lançou para cinco touchdowns na vitória de 49 a 14 sobre o Houston Texans e a outra na vitória por 41 a 9 sobre o Detroit Lions, quando lançou para seis touchdowns. Pela sua performance em novembro, Manning foi nomeado Jogador Ofensivo do Mês na Conferência Americana. Ele também seria nomeado Jogador Ofensivo da Semana na AFC pela quarta vez na semana 16, em um jogo contra o San Diego, quando comandou a vitória dos Colts por 34 a 31.
Durante a temporada, Manning lançou para 4 557 jardas, terminou com um rating recorde de 121,1 e lançou para 49 touchdowns, quebrando o recorde de Dan Marino, que era de 48. Ele foi escolhido como MVP da NFL pela Associated Press naquela temporada, com 49 dos 50 votos possíveis, foi nomeado jogador ofensivo do ano pela liga e ainda recebeu o prêmio ESPY de melhor jogador da liga pelo segundo ano consecutivo. Manning também recebeu outro prêmio ESPY por sua atuação naquele ano, com seus 49 touchdowns. Os Colts terminaram a temporada com uma campanha de doze vitórias e apenas quatro derrotas e levaram o título da divisão AFC South pela segunda vez consecutiva. Três dos wide receivers do Indianapolis Colts somaram ao menos mil jardas e receberam dez touchdowns cada naquela temporada.
No jogo de repescagem, contra o Denver, Peyton Manning passou para 458 jardas e quatro touchdowns. Contudo, os Colts acabaram derrotados em Foxborough por 20 a 3, a segunda derrota consecutiva na final da AFC diante do New England Patriots, quando Manning teve o seu pior índice de produtividade da temporada: 69,3. Foi a sétima derrota consecutiva de Peyton para os Patriots na casa do adversário, e os Colts fizeram apenas três pontos, em sua pior performance desde a temporada de 2003. Manning foi nomeado novamente para o Pro Bowl, onde lançou para três touchdowns na vitória da AFC por 38 a 27, saindo de lá como MVP do jogo das estrelas. Manning também foi nomeado All-Pro mais uma vez ao término da temporada.

##### Temporada de 2005
Em 2005, os Colts registraram uma grande melhora em seu desempenho. Com um ataque letal, venceram seus treze primeiros jogos, incluindo uma vitória por 40 a 21 sobre o New England Patriots, o time duas vezes campeão do Super Bowl, sendo essa a primeira vitória de Manning na casa dos Patriots (Foxborough) em oito tentativas. Ele ainda marcou três touchdowns, sendo nomeado Jogador Ofensivo da Semana na AFC. Na semana 15, os Colts estavam invictos, com treze vitórias em treze jogos, e conseguiram assegurar vaga nos playoffs de forma antecipada, conquistando a divisão AFC South e a vantagem de jogar em casa durante a pós-temporada inteira. Tony Dungy decidiu usar todos os seus titulares contra os Chargers, mas o time acabou perdendo o jogo, por 26 a 17, e a invencibilidade. Manning terminou a temporada com 3 747 jardas, a primeira vez que ele lançou para menos de quatro mil jardas desde sua estreia como profissional, em 1998. Seu rating de quarterback ficou em 104,1, sendo o melhor da liga nesse aspecto.
Durante os playoffs, o Indianapolis enfrentou o Pittsburgh Steelers, em casa, no RCA Dome, pelos playoffs de divisão da AFC. No quarto período, a poucos minutos do final da partida, Manning lançou uma bola que foi agarrada pelo safety adversário Troy Polamalu, mas a interceptação foi anulada por uma falta que não existiu. Os Colts marcaram em seguida um touchdown e conseguiram recuperar a bola faltando poucos minutos para o final do jogo com uma desvantagem de três pontos. Durante uma possível campanha para a vitória (game-winning drive), Manning foi derrubado perto da end zone em uma quarta descida, forçando os Colts a devolver a bola. O jogo parecia acabado quando os Steelers estavam perto da end zone adversária, mas na jogada seguinte ocorreu um fumble de Jerome Bettis, que foi recuperado pelo defensor dos Colts Nick Harper. Ele começou a retornar o fumble para marcar o que seria o touchdown da vitória, mas o quarterback dos Steelers, Ben Roethlisberger, conseguiu forçar um tackle na perna de Harper, parando-o. Depois disso, os Colts estavam na linha de 27 jardas dos Steelers, mas Mike Vanderjagt, até então o chutador mais preciso da liga, perdeu o field goal, e a temporada dos Colts foi encerrada.
Manning ficou em segundo lugar na votação para MVP, perdendo para o running back Shaun Alexander, dos Seahawks. Ele recebeu o prêmio Walter Payton Man of the Year e foi indicado para o prêmio FedEx Air Player of the Year, junto com Tom Brady e Carson Palmer. Peyton foi nomeado All-Pro pelo terceiro ano consecutivo e também foi selecinado para o Pro Bowl, onde lançou três touchdowns, mas também cometeu três interceptações.

##### Temporada de 2006: rumo ao Super Bowl

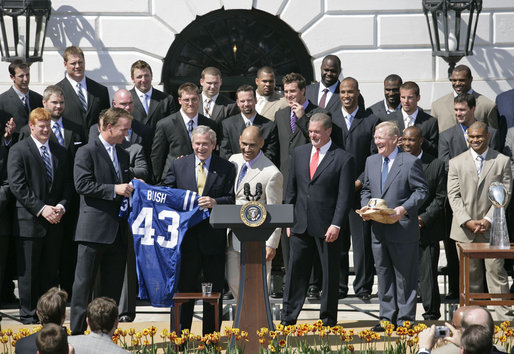
Peyton Manning e os demais jogadores do Indianapolis Colts de 2006 visitam o presidente George W. Bush na Casa Branca após a vitória no Super Bowl XLI.

Os Colts começaram a temporada de 2006 vencendo os nove primeiros jogos, incluindo vitórias contra o Houston e o Washington, respectivamente nas semanas 2 e 7, que deram a Manning o título de Jogador Ofensivo da AFC. Na semana 9, outra vitória sobre o New England. O Indianapolis Colts tornava-se então o único time na história da NFL a vencer seus nove primeiros jogos em duas temporadas consecutivas. Peyton foi eleito novamente o jogador da semana após uma vitória sobre o Miami no último jogo daquele ano. Os Colts terminaram aquela temporada com uma campanha de doze vitórias e quatro derrotas, vencendo o título da AFC South pelo quarto ano seguido. Manning terminou a temporada regular com 4 397 jardas e liderou a liga com 31 touchdowns. Seu rating (101,0) foi o mais alto da NFL e ficou acima de cem pelo terceiro ano seguido.
Sob a liderança de Manning, os Colts derrotaram o Kansas City Chiefs na primeira fase dos playoffs, com um placar de 23 a 8. Depois veio a vitória sobre o Baltimore Ravens por 15 a 6, com uma grande atuação do novo chutador Adam Vinatieri. Na Final da AFC, o Indianapolis começou perdendo para o rival New England Patriots sob a liderança do quarterback Tom Brady. Os Colts começaram em desvantagem de 21 a 3, mas no último período, Manning liderou seu time em uma campanha (drive) de oitenta jardas que terminou em um touchdown terrestre do novato Joseph Addai, garantindo a vitória do time de Indiana por 38 a 34. Manning terminou aquela partida com 349 jardas e dois touchdowns. A virada, que reverteu uma diferença de dezoito pontos, foi a maior na história das finais da AFC.
Manning e o Indianapolis Colts foram até a cidade de Miami para o Super Bowl XLI, onde venceram o Chicago Bears por 29 a 17, sendo Manning nomeado MVP (jogador mais valioso) do Super Bowl. Peyton, que sempre fora criticado por "amarelar" em jogos importantes, venceu o jogo mais importante de sua carreira com habilidade. "No passar dos anos nosso time sempre caía, e isso era decepcionante", comentou com a imprensa. "De alguma forma achamos um jeito de aprender com essas derrotas, e nós nos tornamos um time melhor por causa disso." Por seu papel na vitória dos Colts no Super Bowl, Manning levou o prêmio ESPY de melhor atuação numa final de campeonato. Manning foi selecionado para o Pro Bowl e também foi nomeado Second-team All-Pro; no Pro Bowl ele participou de apenas dois drives, passando para 67 jardas. Logo após a temporada, concordou em reestruturar seu contrato, abrindo assim 8,2 milhões de dólares no teto salarial dos Colts.

##### Temporada de 2007
Manning e os campeões do Super Bowl abriram a temporada de 2007 com sete vitórias, tornando-se o primeiro time a vencer os sete primeiros jogos de temporada regular por três anos seguidos, até que o time de Indianápolis pegou o invicto New England Patriots, em um confronto chamado de "Super Bowl 41,5". Peyton e o running back Joseph Addai lideraram os Colts, abrindo uma vantagem de 13 a 7 no intervalo. No começo do quarto período o placar apontava 20 a 10. Porém, Brady e os Patriots marcaram dois touchdowns, e Peyton Manning sofreu sua primeira derrota na temporada, por 24 a 20. Manning terminou o jogo com 225 jardas e um touchdown. Ele também anotou um touchdown correndo com a bola.
Na semana seguinte veio outra derrota, contra o San Diego Chargers, quando Manning lançou seis interceptações. Apesar disso, ele conseguiu fazer os Colts sair de uma desvantagem de 23 a 0 para 23 a 21 e deu a Adam Vinatieri a chance de vencer o jogo com um field goal de 29 jardas. Mas Vinatieri não converteu o chute, e os Colts perderam a segunda seguida. Manning não jogou bem também na semana seguinte, contra o Kansas City Chiefs, quando não lançou nenhum touchdown. Contudo, conseguiu liderar um drive para Vinatieri chutar o field goal da vitória. Naquele jogo, Manning correu para duas jardas em uma situação de quarta descida, dando aos Colts uma nova chance no ataque. Ele terminou o jogo com 163 jardas, passando das quarenta mil jardas na carreira, e também chegou à vitória de número 100 como profissional. Os Colts venceram seus cinco jogos seguintes, assegurando assim a liderança da AFC South pelo quinto ano seguido. No último jogo da temporada, Manning jogou dois drives e foi substituído pelo quarterback reserva, Jim Sorgi; os Colts acabaram perdendo para os Titans por 16 a 10.
Peyton terminou a temporada com 4 040 jardas, 31 touchdowns e um rating de 98,0. No jogo de playoff de divisão, Manning e os Colts perderam para os Chargers por 28 a 24. Naquele jogo, Manning ajudou os Colts a recuperar quatro vezes a liderança, mas na última campanha ofensiva (drive) ele não conseguiu fazer um TD decisivo. Peyton terminou aquela partida com 402 jardas e três touchdowns. Ele foi para o Pro Bowl naquela temporada e passou para 147 jardas e um touchdown em três drives.
No Super Bowl XLII, Eli Manning, irmão mais novo de Peyton Manning, foi MVP da grande final e campeão com o New York Giants.

##### Temporada de 2008: MVP pela terceira vez
No dia 14 de julho de 2008 Manning sofreu uma cirurgia para remover uma bursa infeccionada em seu joelho esquerdo. Ele, que usava proteção no joelho desde a faculdade devido a algumas dores, ficou então de fora dos quatro jogos da pré-temporada e perdeu boa parte dos treinamentos. Sorgi e um time de QBs reservas foram chamados para jogar os amistosos pelos Colts e não deram conta do recado.
No primeiro jogo da temporada regular no novo estádio, o Lucas Oil Stadium, e mesmo com o retorno de Peyton Manning, o time de Indiana perdeu para o Chicago Bears por 29 a 13. Na semana seguinte, os Colts conseguiram virar um jogo contra o Minnesota Vikings depois de estar perdendo por 15 a 0 no segundo período, antes de Adam Vinatieri chutar um field goal de 47 jardas para tirar o zero do placar. Manning conseguiu passar para 311 jardas e, assim, evitou uma derrota de seu time, vencendo por 18 a 15. Se os Vikings tivessem vencido, seria a primeira vez desde a temporada de Manning como calouro que o Indianapolis teria começado um ano com duas derrotas.

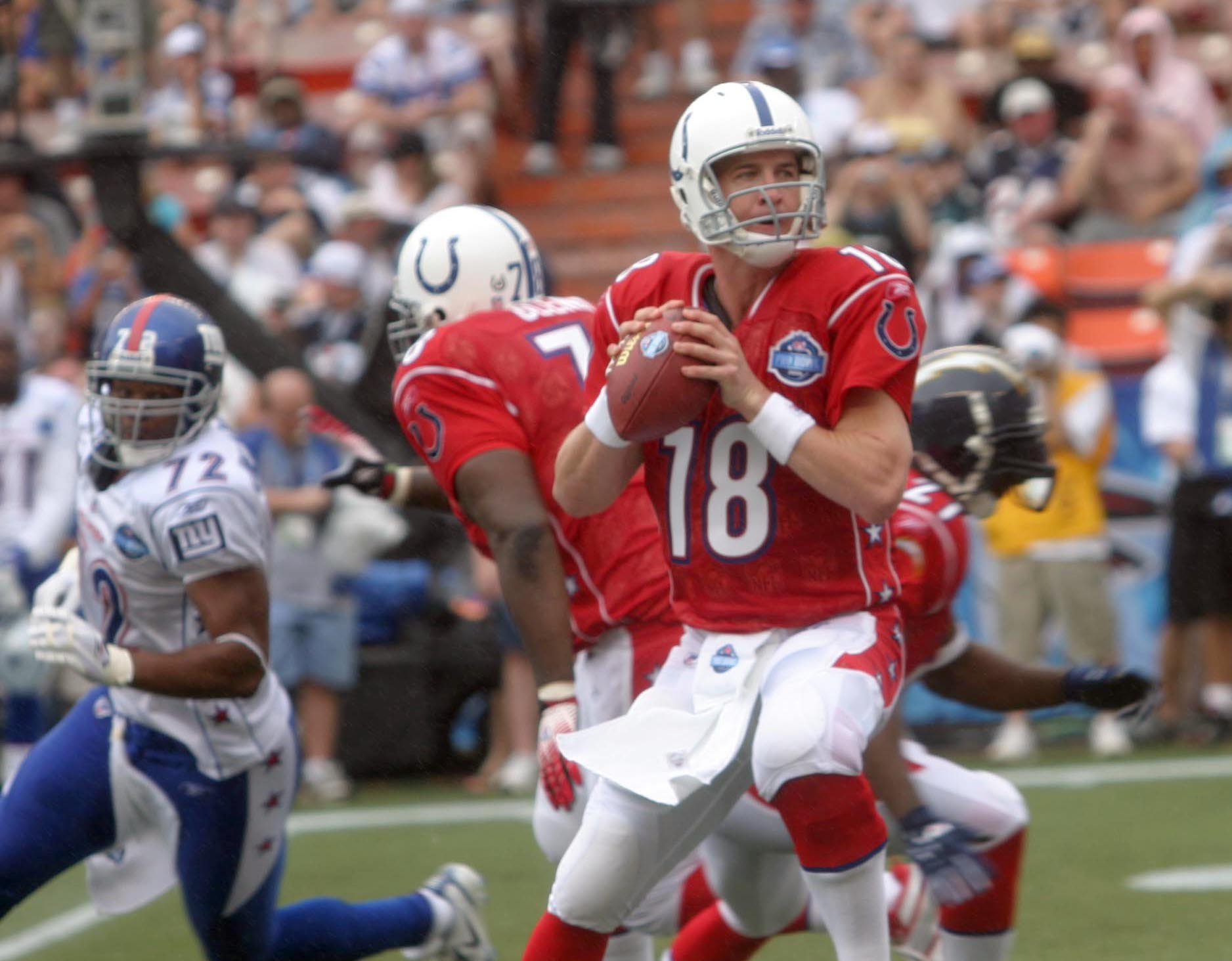
Peyton Manning, ao centro com a bola, jogando no Pro Bowl pela AFC.

Na semana 3, os Colts pegaram um rival de divisão, o Jacksonville Jaguars. Manning lançou duas interceptações naquele jogo, incluindo uma que foi retornada para TD pelo defensor Rashean Mathis. O Jacksonville correu para 236 jardas no chão e segurou a bola por 41 minutos dos 60 possíveis. Mesmo dominando totalmente o jogo, os Jaguars venciam por apenas seis pontos perto do final da partida, e Manning liderou o Indianapolis mais uma vez em um drive de 77 jardas que terminou em um touchdown, dando a liderança aos Colts por 21 a 20. Porém o chutador do Jacksonville, Josh Scobee, fez um field goal de 51 jardas para vencer o jogo e colocar a campanha dos Colts em apenas uma vitória e duas derrotas naquele ponto da temporada.
Na semana seguinte, Peyton Manning conseguiu reverter no último período um déficit de 27 a 10 em apenas cinco minutos, para vencer o Houston Texans por 31 a 27. Foi a primeira vez na história da NFL que um time venceu o jogo no tempo regulamentar depois de estar perdendo por dezessete pontos nos últimos cinco minutos da partida. Manning, naquele jogo, lançou um TD de sete jardas em uma situação de 4th & 6 para o tight end novato Tom Santi deixar o jogo em 27 a 17. Então o quarterback do Houston, Sage Rosenfels, que substituía o titular Matt Schaub, sofreu um fumble enquanto corria com a bola, e esse fumble foi retornado por Gary Brackett para touchdown. Depois do fumble de Rosenfels, Manning lançou um TD de cinco jardas para Reggie Wayne sacramentar a vitória. Os Colts marcaram três TDs em pouco mais de dois minutos.
No dia 12 de outubro Manning liderou os Colts em uma vitória arrasadora por 31 a 3 em casa contra o Baltimore Ravens. Essa vitória deu a Manning o recorde de vitórias, com 108, ultrapassando Terry Bradshaw. Peyton foi nomeado então Jogador Ofensivo da AFC pela 17.ª vez em sua carreira, pelo desempenho de três TDs e 271 jardas naquela semana. Foi então revelado pelos comentaristas da CBS, Jim Nantz e Phil Simms, que Manning sofrera uma segunda cirurgia no joelho antes de a temporada começar, informação que o treinador do Indianapolis, Tony Dungy, confirmaria um dia após a vitória sobre o Baltimore.
A maior derrota dos Colts naquela temporada veio na semana seguinte, para o Green Bay Packers, por 34 a 14. Manning lançou duas interceptações que acabaram sendo retornadas para touchdown. Na semana seguinte os Colts foram ao Tennessee para jogar contra os Titans no Monday Night Football — os Titans vinham de uma campanha com seis vitórias em seis jogos e lideravam a divisão. Os Colts lideravam por 14 a 6 no terceiro quarto, mas o Tennessee marcou 25 pontos seguidos e acabou com a vitória por 31 a 21, o que praticamente lhes garantiu a conquista da divisão AFC South pela primeira vez depois de seis temporadas consecutivas em posse dos Colts. O Indianapolis começava a temporada com uma campanha de três vitórias e quatro derrotas, indo para novembro com uma das piores campanhas dos últimos anos para o time. O jogo seguinte, contra os Patriots, era sempre aguardado com muita expectativa, devido à rivalidade criada pela imprensa e pelos torcedores entre Peyton Manning e Tom Brady, que tinha acabado de vir de uma temporada invicta, mas Brady se machucara na primeira semana da temporada, sendo substituído pelo reserva Matt Cassel, e nenhum dos dois times vinha mostrando o mesmo desempenho dos anos anteriores. Mesmo assim, o jogo foi muito disputado. A partida estava empatada em 15 a 15 quando Manning deu a vantagem para os Colts, colocando Adam Vinatieri em posição para um chute de 52 jardas que daria a vitória por 18 a 15. Manning completou 21 dos seus 29 passes para 254 jardas e dois touchdowns. Na metade da temporada, o Indianapolis Colts tinha quatro vitórias e quatro derrotas, mas ainda estava vivo na disputa por uma vaga nos playoffs da AFC.
Na semana 10, os Colts viajaram até Pittsburgh para enfrentar os Steelers, que tinham até então seis vitórias e duas derrotas, com a melhor defesa da liga. Eles começaram atrás do placar, com um déficit de 17 a 7 no segundo quarto, antes que Manning achasse Dallas Clark na end zone e fizesse um TD de duas jardas para terminar o primeiro tempo em 17 a 14. Perdendo por 20 a 17 no quarto período, Manning lançou para Dominic Rhodes fazer um touchdown de dezessete jardas, dando aos Colts a liderança por 24 a 20 no final do jogo. Este foi o quarto drive que Peyton Manning conduziu para dar a vitória ao Indianapolis (o 35.º da carreira). Ele completou 21 de 40 passes para 240 jardas e três touchdowns (o quinquagésimo jogo em que ele lançou para três ou mais TDs). Essa também foi a primeira vez que os Colts venceram uma partida em Pittsburgh desde 1968 (até ali eram doze derrotas consecutivas). Novamente contra o Houston na semana seguinte, Peyton passou para 320 jardas e dois TDs, com o quinto drive comandado por ele na vitória por 33 a 27, a terceira consecutiva para os Colts. Manning foi novamente eleito o Jogador da Semana, a segunda vez naquela temporada e a 18.ª na carreira do atleta.
Em San Diego, Manning completou 32 de 44 passes para 255 jardas, dois TDs e uma interceptação na vitória por 23 a 20 contra os Chargers. A interceptação acabou com a sequência de 140 passes sem sofrer um turnover, a melhor marca da carreira. Depois de os Chargers se recuperarem de um déficit de dez pontos para empatar em 20 a 20 no último período, Manning liderou os Colts em mais um drive para a vitória, completando um passe de catorze jardas para Marvin Harrison em uma situação de 4th & inches no meio do campo. Logo depois Adam Vinateri chutou o field goal de 51 jardas para vencer o jogo. Esse foi o quinto game-winning drive de Manning em um quarto período na temporada, pondo fim a uma sequência de três derrotas seguidas para os Chargers. Peyton passou para apenas 125 jardas na semana seguinte, contra o Cleveland Browns, mas os Colts conseguiram vencer seu quinto jogo seguido, com o placar final de 10 a 6.

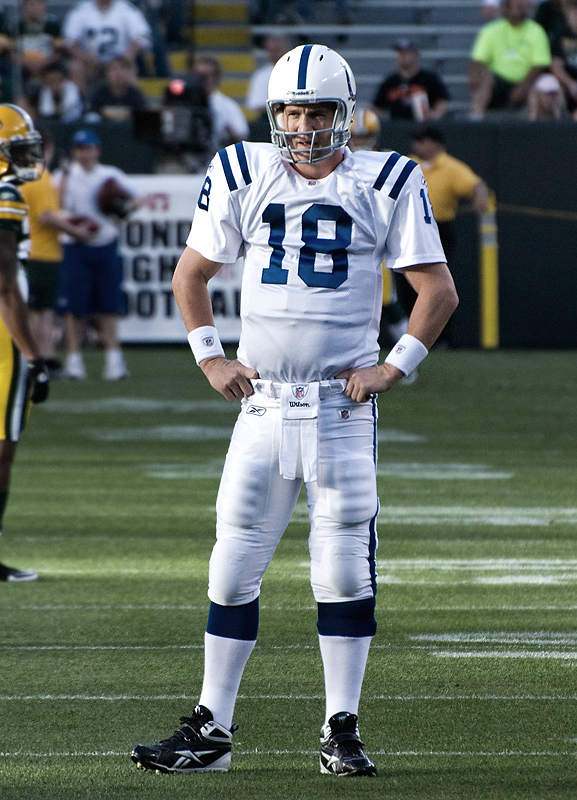
Manning com a camisa dos Colts.

Na semana seguinte veio mais uma vitória, desta vez por 35 a 3 contra o Cincinnati Bengals, e Manning lançou três TDs, completando 26 de seus 32 passes para 277 jardas. Isso marcou a 11.ª temporada seguida em que ele lançou pelo menos vinte TDs, a segunda maior sequência na história da liga. Então, enfrentando o pior time da liga, o Detroit Lions, que terminaria a temporada com dezesseis derrotas, os Colts estavam empatando por 21 a 21 no final do quarto tempo, mas Manning liderou os Colts em seu sexto drive para a vitória na temporada, para vencer por 31 a 21. Esta foi a sétima vitória seguida do time naquele ano, tornando o clube o único na história da NFL a vencer sete jogos consecutivos em cinco temporadas seguidas, e também a sétima temporada seguida com dez ou mais vitórias. Manning completou 28 de 37 passes para 318 jardas e um TD contra os Lions.
Precisando de uma vitória para conseguir chegar aos playoffs, Peyton Manning teve um dos melhores jogos de sua carreira em Jacksonville, no Thursday Night Football. Ele completou seus dezessete primeiros passes e, somado aos seis passes anteriores acertados contra o Detroit, ele completou 23 passes seguidos, um a menos que o recorde da NFL, pertencente a Donovan McNabb. Os Colts perdiam este jogo por 14 a 0 no final do primeiro tempo e por 24 a 14 no começo do último quarto. Manning liderou seu time, conseguindo pela sétima vez um drive para virada na temporada. O Indianapolis fez depois um TD defensivo para levar o jogo a 31 a 24, fazendo com que os Colts se garantissem nos playoffs pela sétima vez seguida. O quarterback do Indianapolis completou 29 dos seus 34 passes (85,7%) para 364 jardas e três TDs, estendendo o seu recorde na NFL com onze temporadas consecutivas com pelo menos 25 TDs. Manning e os Colts igualaram o recorde da NFL, com três vitórias depois de estar perdendo por catorze pontos. Por isso Peyton foi nomeado Jogador Ofensivo da Semana na AFC pela terceira vez no ano. Essa foi a 19.ª vez que Manning recebeu essa honra, ultrapassando Dan Marino. Ele também foi selecionado novamente FedEx Air Player of the Week. Com os playoffs assegurados, Manning jogou apenas um drive contra os Titans na semana 17. Ele completou todos os seus sete passes para 95 jardas e um TD, estendendo seu recorde na NFL para nove temporadas com mais de quatro mil jardas na carreira e também continuou com o recorde de seis temporadas consecutivas em que os Colts tiveram pelo menos doze vitórias. No final da temporada de 2008, Manning foi nomeado Jogador Mais Valioso do ano pela terceira vez na carreira, empatando com Brett Favre com o maior número de prêmios de MVP na história da NFL até aquele momento.
No dia seguinte da nomeação para MVP, Peyton Manning e o Indianapolis Colts enfrentaram o San Diego Chargers em casa, no jogo de repescagem dos playoffs. Perdendo por 14 a 10 no intervalo da partida, Manning colocou os Colts em vantagem, com 17 a 14 no terceiro quarto, ao completar um passe de 72 jardas para touchdown, anotado pelo wide receiver Reggie Wayne. Mas os Chargers empataram o jogo no quarto período, quando o chutador Nate Kaeding acertou um field goal de 22 jardas. Depois o San Diego venceu o cara-ou-coroa na prorrogação e marcou um touchdown, colocando um fim na temporada dos Colts.

##### Temporada de 2009: MVP pela quarta vez
Sob o comando de um novo treinador, Jim Caldwell, Manning começou a temporada de 2009 com uma vitória em casa sobre o Jacksonville Jaguars por 14 a 12. Ele lançou para 301 jardas, sendo essa a 48.ª vez em sua carreira que ele lançou para mais de trezentas jardas em uma partida. Essa vitória foi também a de número 118 como titular pelo Indianapolis, um recorde na franquia. Já na semana 2, os Colts foram até Miami no Monday Night Football para pegar os Dolphins e, em um jogo dominado pelos corredores do adversário, Peyton conseguiu ótimas campanhas, marcando ao término da partida dois TDs e 303 jardas na vitória do Indianapolis por 27 a 23. Essa foi a 29.ª virada no último período orquestrada por Manning (38.º game-winning drive da carreira), sendo que durante o jogo os Colts seguraram a bola por apenas 14 minutos e 53 segundos, o menor tempo de posse de bola por um time vencedor em uma partida válida pela NFL desde 1977. Com essa vitória, a 119.ª da carreira do atleta em temporada regular, ele ultrapassou Johnny Unitas como o quinto quarterback mais vitorioso da história da liga.
Já na semana 3, contra o Arizona Cardinals, Peyton passou para 379 jardas e fez quatro TDs pela 18.ª vez na carreira (passando Johnny Unitas e tomando-lhe a terceira colocação na lista dos jogadores com mais jogos com quatro ou mais TDs na NFL, atrás apenas de Dan Marino, com 21, e Brett Favre, com 20), em sua primeira vitória no Arizona, ao vencer por 31 a 10 os Cardinals. Essa foi sua vitória de número 50 em jogos de temporada regular com mais de trezentas jardas aéreas (o terceiro consecutivo na temporada). Na semana seguinte os Colts enfrentaram o Seattle Seahawks em casa e venceram por 34 a 17, com Peyton Manning lançando para 353 jardas e dois TDs. Esta foi a quarta semana seguida que ele fez mais de trezentas jardas pelo ar, quebrando o recode da franquia. Na semana 5 o time de Indiana foi até Nashville para enfrentar o Tennessee Titans, que não tinha vencido nenhum dos quatro jogos disputados naquela temporada. Manning liderou o time de Indianápolis, passando para 309 jardas e três TDs, e garantindo a vitória sobre o Titans por 31 a 9, sendo está a 14.ª vitória consecutiva dos Colts. Com essa atuação, Manning subiu ao terceiro lugar entre os líderes de todos os tempos na NFL em passes para touchdown, com 345, e ficou em quinto em jardas aéreas, com 47 273, passando Fran Tarkenton em ambas as categorias.
Na semana 7 os Colts viajaram até St. Louis para enfrentar os Rams, um dos piores times da liga naquele momento. O time vinha de uma semana de folga e buscava sua sexta vitória na temporada. O jogo foi fácil, e Manning não teve problemas para vencer os Rams por um placar de 42 a 6, sendo esta a 15.ª vitória consecutiva do Indianapolis em temporada regular, estabelecendo também um novo recorde para a franquia, com oito vitórias consecutivas fora de casa. Apesar de ter lançado para apenas 235 jardas, interrompendo uma sequência de cinco jogos com mais de trezentas jardas (o recorde é seis), Manning conseguiu lançar três touchdowns e também passou Warren Moon como quarto de todos os tempos em passes completados. Depois de três semanas seguidas fora de casa, os Colts voltaram a jogar em seu estádio, o Lucas Oil Stadium, na semana 8, contra o San Francisco 49ers, e conseguiram terminar com uma vitória apertada por 18 a 14. Nessa partida Peyton não conseguiu lançar nenhum touchdown pela primeira vez em dez jogos, mas conseguiu 347 jardas pelo ar, e o running back Joseph Addai fez o único passe para TD do time em uma jogada falsa (trick play) durante o quarto período para garantir a 16.ª vitória consecutiva do time. Na semana 9 o Indianapolis enfrentou o Houston Texans em casa e saiu com a vitória por um placar apertado de 20 a 17. Manning alcançou vários recordes naquela partida, ajudando o time de Indiana a se tornar apenas o quarto time na história da NFL a ter dezessete vitórias seguidas em temporada regular. Ele também passou Fran Tarkenton como o quarto QB mais vitorioso, com 125 vitórias. Ele ainda tornou-se o primeiro quarterback a passar para quarenta mil jardas em apenas uma década. Contra os Texans na semana seguinte, ele lançou 25 passes no primeiro quarto, a maior quantidade na carreira (e o maior número de passes lançados em um quarto desde 1991), e também teve a melhor marca de sua vida ao lançar quarenta passes no primeiro tempo. Ele também quebrou o recorde da franquia de mais jogos com pelo menos trezentas jardas numa temporada, com sete (que também é um recorde da NFL nos primeiros oito jogos de uma temporada). Neste jogo ele teve sua quarta virada (comeback) no último período nessa temporada, a 31.ª de sua carreira.

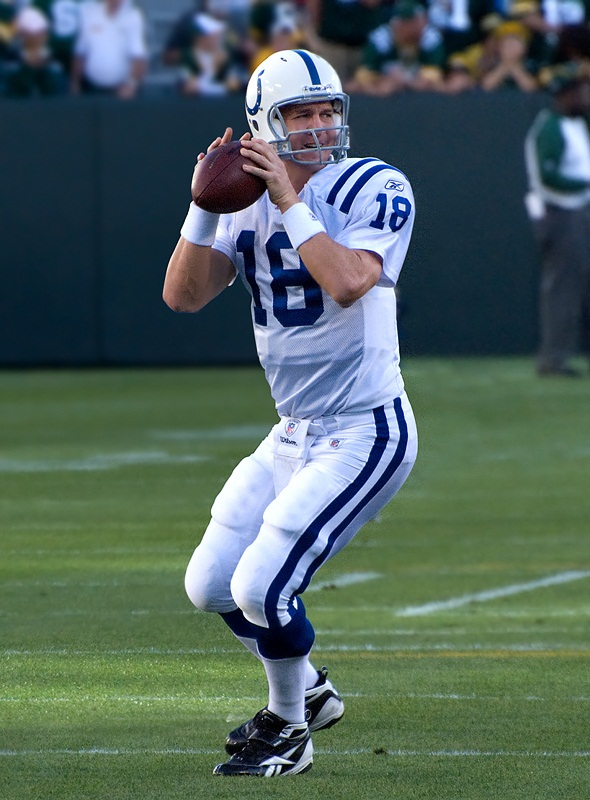
Peyton Manning em agosto de 2010, atuando pelos Colts.

Na semana 10 os Colts foram enfrentar o New England Patriots em um duelo que para muitos era o jogo do ano, colocando frente a frente Peyton Manning e Tom Brady. Os Patriots começaram melhor e no início do quarto período venciam por 31 a 14, porém Manning liderou os Colts marcando três touchdowns neste último período, sendo um deles um passe de uma jarda para Reggie Wayne marcar o TD faltando treze segundos para o término da partida, virando o jogo no último quarto (32.º comeback de sua carreira) e dando ao Indianapolis a vitória por 35 a 34. Naquele jogo Manning lançou quatro TDs e passou para 327 jardas, sendo este seu oitavo jogo com pelo menos trezentas jardas na temporada. Essa também foi a 18.ª vitória consecutiva dos Colts, empatando a segunda maior sequência de vitórias na história da NFL.
Então Manning e seus comandados foram enfrentar o Baltimore Ravens em Baltimore na semana 11, e os Colts saíram com uma vitória apertada por 17 a 15. Peyton lançou para 299 jardas aéreas na 19.ª vitória consecutiva de seu time em temporada regular (isolada, a segunda maior sequência de vitórias na história da NFL). Pelo quarto jogo consecutivo Peyton Manning liderou um game-winning drive para dar a vitória ao seu time no último período. Ao término desse jogo, ele havia passado das três mil jardas pela 12.ª temporada em sua carreira.
Na semana 12, os Colts foram a Houston enfrentar os Texans e começaram o jogo cedendo dois touchdowns ao adversário em suas duas primeiras posses de bola. Já no segundo quarto o time perdia por 17 a 0. Foi então que Manning apareceu com três lançamentos para TD, vencendo o jogo por 35 a 27 e garantindo a vigésima vitória consecutiva do Indianapolis em temporada regular, além de garantir também uma vaga nos playoffs ao levar o título da AFC South de forma antecipada. Este foi o quinto jogo consecutivo em que Manning liderou um game-winning drive no quarto período, outro recorde na NFL. Essa foi a 34.ª virada no quarto período de Peyton na carreira, empatando com John Elway e Johnny Unitas em segundo na história da NFL neste quesito. Na semana 13 os Colts enfrentaram novamente os Titans e saíram com a vitória por 27 a 17. Peyton manteve seu time na liderança por 24 a 10 no intervalo e já no quarto período liderou uma longa campanha, que terminou em field goal para assegurar a vitória do Indianapolis, sendo essa a 21.ª vitória seguida do time. Eles também mantiveram o recorde de sete temporadas seguidas com pelo menos doze vitórias, empatando com o San Francisco 49ers de 1990 como o time com mais vitórias em uma década (113). Manning neste jogo passou para 270 jardas e um TD, sem cometer um erro naquele jogo.
Na semana 14 Manning e o Indianapolis enfrentaram o Denver Broncos e mantiveram a invencibilidade com uma vitória por 28 a 16. Peyton lançou três TDs no primeiro tempo, abrindo uma vantagem de 21 a 0, depois lançou três interceptações, mas em seguida conseguiu encontrar o TE Dallas Clark na end zone para fazer o touchdown que deu aos Colts a primeira posição na AFC. Ele também estabeleceu um novo recorde na NFL de vitórias consecutivas em temporada regular (22) e de maior número de vitórias na década (114). Essa também foi a 13² vitória consecutiva dos Colts em casa, um recorde da franquia.
Já na semana 15, os Colts bateram o Jacksonville Jaguars por 35 a 31 no Thursday Night Football, sendo a sétima vez na temporada (35.ª da carreira) que Manning liderou os Colts a uma virada depois de estar perdendo no quarto período. Com uma atuação muito similar à que dera a Manning o titulo de MVP em 2008 em Jacksonville, ele completou 23 de 30 passes, para 308 jardas e quatro TDs. O quarterback ainda começou o jogo no primeiro período completando seus doze primeiros passes para dois TDs nas primeiras e únicas duas posses de bola que os Colts tiveram no primeiro tempo. Em uma situação de 3rd & 5, com apenas cinco minutos restando no jogo, Manning lançou um touchdown de 65 jardas para Reggie Wayne dar a vitória aos Colts fazendo do Indianapolis o terceiro time a chegar a catorze vitórias em catorze jogos em uma temporada (os outros foram os Dolphins de 1972 e os Patriots de 2007). Manning também passou das quatro mil jardas em uma temporada pela décima vez na carreira e ainda teve seu nono jogo com trezentas jardas na temporada. Suas 308 jardas nesse jogo marcaram sua 62² partida com mais de trezentas jardas (incluindo playoffs), empatando em segundo lugar com o QB Brett Favre e atrás apenas de Dan Marino, com 67. Essa também foi a 21² vez que Peyton lançou quatro TDs em um jogo, empatando Marino como segundo neste quesito, uma partida atrás dos 22 jogos de Favre.
Na semana 16, contra o New York Jets, o time sofreu sua primeira derrota na temporada, por 29 a 15. Peyton completou 14 de 21 passes para 192 jardas e tornou-se o quarto QB na história da NFL a passar das cinquenta mil jardas na carreira, sendo o jogador mais jovem e mais rápido a atingir esta marca. A derrota colocou um fim à sequência histórica de 23 vitórias consecutivas em temporada regular. Depois de começar o jogo na frente por 9 a 0, o time de Indianápolis acabou tomando a virada para 10 a 9 quando os Jets retornaram um kickoff para TD. Manning então liderou os Colts em uma campanha de 81 jardas para touchdown (falhando em sequência na conversão de dois pontos) para retomar a liderança por 15 a 10. Com 5 minutos e 36  segundos para o fim do terceiro período, o calouro reserva Curtis Painter substituiu Manning como QB quando o treinador Jim Caldwell começou a poupar seus titulares perto do fim da partida. Então, sob intensas vaias da torcida, que estava ansiosa por uma temporada invicta, Painter sofreu um fumble, que foi retornado pela defesa dos Jets para touchdown. Os Jets fariam 19 a 0 nos Colts depois que Manning deixou o campo. Quando questionado sobre a decisão de poupá-lo, ele disse: "Eu estava preparado pra isso. Eu não fiquei surpreso quando me contaram que eu não jogaria a partida inteira".
Na semana 17, contra o Buffalo Bills, os Colts perderam seu segundo jogo seguido, por 30 a 7. Manning só participou de três drives antes de ir para o banco de reservas, em um jogo debaixo de muita neve. Ele completou catorze de dezoito passes para 95 jardas e sofreu uma interceptação, terminando a temporada com 4 500 jardas aéreas e um rating de 99,9. O time sofreu 49 pontos e fez apenas sete após a decisão do treinador de colocar seu quarterback e outros titulares no banco nas semanas 16 e 17.

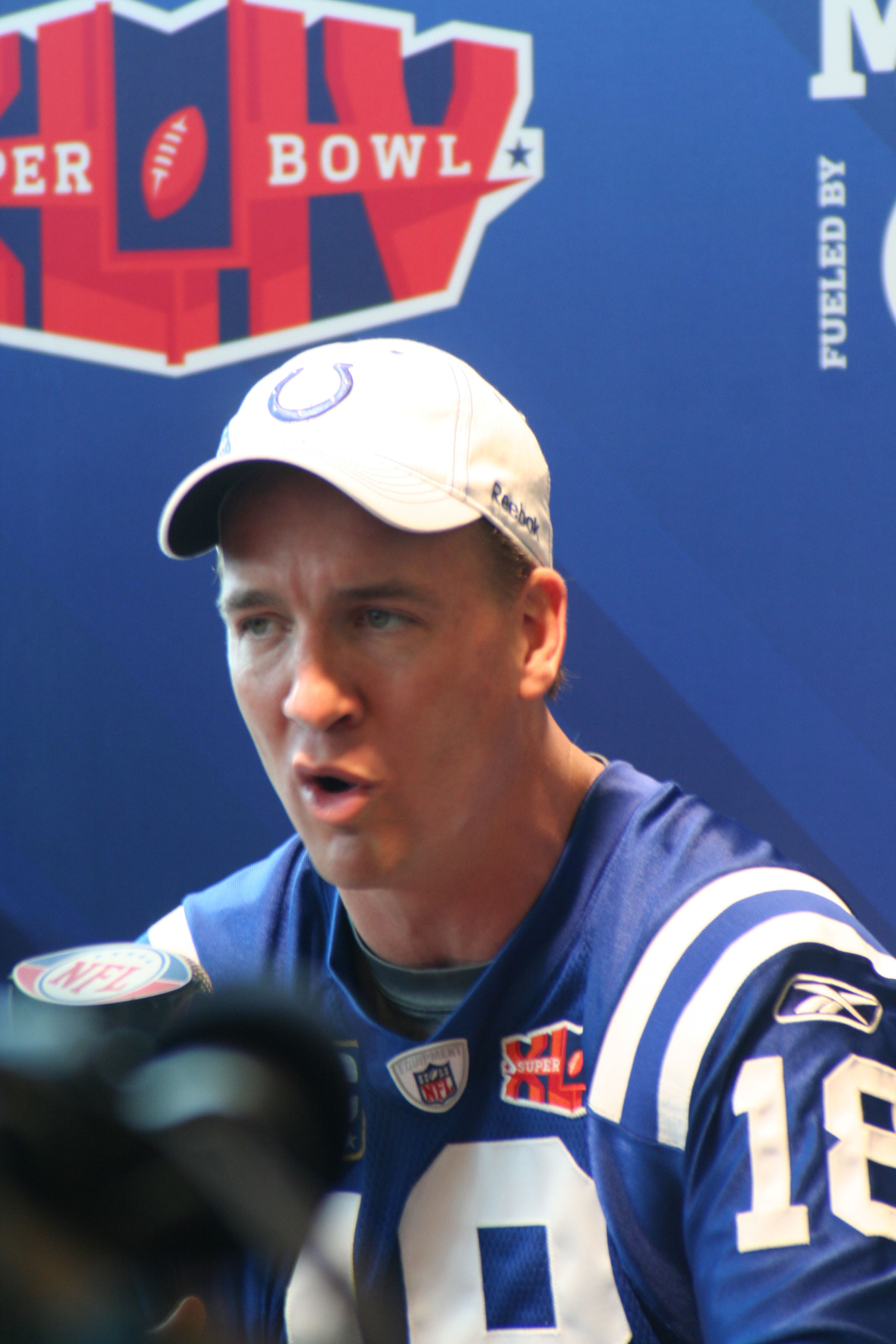
Peyton dando uma entrevista durante o media day poucos dias antes do Super Bowl XLIV.

Ao término da temporada regular, Manning foi eleito pela quarta vez MVP (melhor jogador) da temporada. Peyton tornou-se então o único jogador na história da liga a ganhar o prêmio de jogador mais valioso por quatro vezes.
No AFC Divisional Playoffs, contra o Baltimore Ravens, os Colts venceram por 20 a 3. Manning lançou dois passes para TD ainda no primeiro tempo para dar a vantagem de 17 a 3 no intervalo, vantagem essa que a defesa segurou no segundo tempo. Peyton completou trinta passes para 246 jardas em sua oitava vitória seguida sobre os Ravens.
Em 24 de janeiro de 2010 o Indianapolis jogou o AFC Championship Game em casa contra o surpreendente New York Jets e saiu com a vitória por 30 a 17. Essa vitória contra a melhor defesa da liga veio quando Manning reverteu um déficit de 17 a 6 no final do segundo período, fazendo 24 pontos seguidos. Ele completou 26 de 39 passes para 377 jardas, três touchdowns e nenhum turnover, garantindo assim sua segunda aparição no Super Bowl em quatro anos. A virada de onze pontos foi a terceira maior em um jogo de final de conferência (a maior diferença revertida foi de dezoito pontos, quando o próprio Peyton liderou seu time contra o New England na final da AFC de 2006). Ele estabeleceu também um recorde em playoffs: esse foi seu sétimo jogo com trezentas jardas em pós-temporada na carreira.
No Super Bowl XLIV, contra o New Orleans Saints, os Colts perderam por 31 a 17. Jogando contra o time de sua cidade natal, Manning conseguiu levar os Colts a uma vantagem de 10 a 0 pontuando nos dois primeiros drives, lançando um TD para o WR Pierre Garcon em uma campanha de 96 jardas (empatada como a maior campanha na história do Super Bowl). Depois de ter apenas seis jogadas no segundo quarto, o Indianapolis foi para o intervalo com vantagem de 10 a 6. Os Saints então recuperaram um onside kick no começo do segundo tempo e conquistaram a liderança por 13 a 10. Peyton então guiou seu time em mais uma campanha que terminou em touchdown, devolvendo a liderança ao seu time. Vencendo por 17 a 16 no quarto período, o chutador Matt Stover errou um chute de 51 jardas para os Colts. Os Saints voltaram a campo e marcaram mais um TD e conseguiram uma conversão de dois pontos, dando a vantagem na partida aos Saints em 24 a 17 faltando cinco minutos e 42 segundos para o final do jogo. Manning então retornou com uma boa campanha e levou os Colts até a linha de 31 jardas do adversário. Mas em uma situação de 3rd & 5 faltando três minutos e 24 segundos para o fim do tempo regulamentar, Peyton tentou conectar um passe para seu alvo preferido até então, Reggie Wayne, mas foi interceptado pelo defensor Tracy Porter, que retornou a interceptação para um touchdown de 74 jardas, que acabou sendo decisivo, ampliando a vantagem dos Saints para 31 a 17. Manning então levou os Colts novamente até a linha de cinco jardas do adversário faltando pouco mais de um minuto, em uma situação de 4th & goal, mas o recebedor Reggie Wayne não agarrou a bola. Os Saints então venceram o Super Bowl, o primeiro da franquia, e Manning mantém um retrospecto de nove vitórias e nove derrotas em pós-temporada, com uma vitória e uma derrota no Super Bowl. Ele passou para 333 jardas, completando 31 de 45 passes, fazendo um TD e sofrendo uma interceptação naquela final.

##### Temporada de 2010
Na abertura da temporada de 2010 contra o Houston, Manning lançou a bola 57 vezes, a marca mais alta da carreira, completando quarenta passes, fazendo ainda três TDs e mais 433 jardas, a quarta maior marca na história da semana de abertura. Apesar dos bons números, Peyton não evitou a derrota de seu time por 34 a 24. Porém, esse foi seu oitavo jogo com quatrocentas ou mais jardas em temporada regular, dando a ele o segundo lugar isolado na história do esporte atrás apenas de Dan Marino, que teve treze jogos de quatrocentas jardas na carreira. Na semana seguinte, Manning jogou contra o seu irmão Eli no segundo "Manning Bowl" no Sunday Night Football. Peyton acabou por vencer o irmão, lançando para três TDs e dando a vitória aos Colts por 38 a 14. Na semana 3, Manning passou para 325 jardas na vitória por 27 a 13 sobre o Denver. Este foi seu terceiro jogo consecutivo na temporada com três passes para TD e nenhuma interceptação.
Na semana 4, aconteceu mais um jogo fora de casa contra o Jacksonville Jaguars e os Colts acabaram derrotados por 31 a 28. Manning liderou seu time a dois TDs para empatar o jogo no último quarto, sendo o último faltando 0:48 no tempo. Jacksonville venceu o jogo quando o kicker Josh Scobee acertou um field goal de 59 jardas no final da partida. Manning passou para 352 jardas e ainda fez dois TDs, superando John Elway, se tornando o terceiro jogador com o maior somatório de jardas. Esta foi também o 158.º jogo de temporada regular que Peyton começou com Jeff Saturday como seu center, estabelecendo um novo recorde na NFL como a maior parceria "QB-Center" da história.
Em 10 de outubro, Manning e os Colts enfrentaram, em casa, o Kansas City Chiefs e venceram pelo placar de 19 a 9. Peyton não conseguiu lançar um TD nesta partida pela primeira vez em 2010, mas conseguiu liderar seu time numa última campanha vitoriosa no quarto período (45.ª vez que ele o fazia), infringindo aos Chiefs sua primeira derrota no ano. Na semana seguinte, Peyton liderou seu time contra o Washington Redskins e venceu por 27 a 24. Manning passou para 307 jardas e fez dois TDs em pleno Sunday Night Football. Naquela altura, ele já tinha 68 jogos na carreira com trezentas ou mais jardas aéreas, passando Dan Marino (67) nesta marca. Na semana 8, os Colts receberam o Houston Texans em casa para o segundo jogo na temporada contra o rival de divisão e acabou vencendo por 30 a 17. Manning passou para 268 jardas e anotou dois TDs conquistando sua nona vitória contra os Texans em nove partidas, sendo que esta vitória foi a de número onze em catorze jogos no Monday Night Football, o melhor percentual de aproveitamento por um QB no MNF (com mínimo de dez vitórias). Em 7 de novembro, Peyton enfrentou o Philadelphia Eagles e saiu com uma amarga derrota por 26 a 24. Em seu jogo de número duzentos como titular, Manning passou para 294 jardas e conseguiu um TD, mas foi interceptado duas vezes pelo CB Asante Samuel; a segunda interceptação veio quando Manning tentava colocar os Colts em posição para chutar o field goal da vitória nos últimos segundos. Na semana 10, Peyton e o time de Indiana receberam o Cincinnati Bengals e conseguiram uma vitória apertada por 23 a 17. Neste jogo, Manning conseguiu apenas 185 jardas, a marca mais baixa da temporada, e nenhum touchdown, mas foi capaz de levar seu time à sétima vitória na carreira sobre os Bengals em sete jogos.

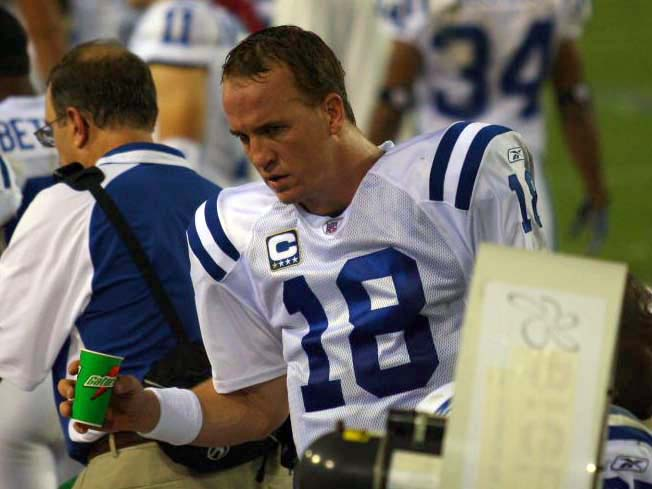
Manning na lateral de campo durante um jogo de temporada regular.

Em 22 de novembro, o Indianapolis foi até Foxborough enfrentar o rival New England Patriots e acabaram sendo derrotados por 31 a 28. Depois de estar atrás no placar por 31 a 14 no quarto período, Manning lançou dois passes para TD seguidos para o WR Blair White, diminuindo a vantagem dos Pats para apenas três pontos. Depois de uma campanha que levou os Colts até a linha de 24 jardas de New England, Manning lançou uma interceptação para James Sanders com 31 segundos faltando no relógio, que decretou a vitória dos Patriots. Neste jogo, Peyton passou para 396 jardas (62.º jogo com mais de trezentas jardas aéreas na carreira, atrás apenas de Brett Favre), quatro TDs e três interceptações. Na semana 12, contra o San Diego Chargers, o time sofreu uma amarga derrota em casa por 36 a 14. Manning passou para 285 jardas, dois TDs e sofreu quatro interceptações (duas delas retornadas para touchdown) nesta que foi a maior derrota sofrida pelo quarterback em casa em sua carreira na NFL. Esse foi o terceiro jogo de Manning com ao menos quatro interceptações sofridas (a segunda contra San Diego). Esta também foi a quinta derrota do Indianapolis na temporada, terminando uma sequência de sete temporadas com pelo menos doze vitórias.
No jogo da semana 13, contra o Dallas Cowboys, Peyton e os Colts sofreram sua terceira derrota seguida na temporada, por 38 a 35 na prorrogação (OT). Este também foi o segundo jogo consecutivo que Manning terminou com dois TDs e quatro interceptações (duas retornadas para touchdown). A primeira INT retornada para a endzone pelo Cowboys colocou o Dallas em vantagem de 17 a 0 ainda no primeiro tempo. Depois de assumir a liderança rapidamente, os Colts sofreram a virada e o jogo ficou em 35 a 28 no fim do quarto período mas Manning liderou uma campanha de 81 jardas para marcar um TD decisivo forçando um empate. Na sua segunda posse de bola na prorrogação, Manning forçou um passe em um terceiro down mas foi interceptado e a bola ficou na linha de 36 jardas dos Colts. O Dallas então chutou um field goal seis jogadas mais tarde e sacramentou a vitória do time texano. Em 9 de dezembro, o Indianapolis enfrentou o Tennessee Titans em Nashville em um importante jogo dentro da divisão e conseguiu vencer por 30 a 28. Manning conseguiu uma boa performance no Thursday Night Football não lançando uma interceptação pela primeira vez em três jogos, passando para 319 jardas e mais dois dois TDs. Com os números deste jogo, ele passou das 4 000 jardas numa temporada pela 11.ª vez na carreira e também empatou o recorde de Dan Marino com 63 jogos de temporada regular com 300 ou mais jardas. Na semana 15, os Colts receberam o Jacksonville Jaguars em um jogo que valia a liderança da divisão. O time de Indiana conseguiu a importante vitória por 34 a 24. Peyton conseguiu 229 jardas aéreas e anotou dois TDs dando assim aos Colts a liderança da divisão AFC South faltando apenas duas rodadas.
Em 27 de dezembro, Peyton e os Colts enfrentaram o Oakland Raiders em uma partida decisiva para a conquista da divisão, e o Indianapolis saiu com a vitória por 31 a 26. Manning passou para apenas 179 jardas, mas anotou três TDs e conseguiu uma corrida de 27 jardas em uma situação de "terceira para duas" perto do fim do quarto período, para garantir a terceira vitória seguida dos Colts. Na semana 17, contra o Tennessee Titans, rival de divisão, o Indianapolis conquistou uma vitória decisiva na última rodada por 23 a 20, garantindo assim o título da AFC South. Manning conseguiu o 46.º game-winning drive de sua carreira, os Colts venceram a divisão pela sétima vez em oito anos, e Peyton se tornou o primeiro quarterback na história da NFL a liderar seu time a nove aparições na pós-temporada de forma consecutiva (2002-2010). Esta também foi a 208.ª partida consecutiva em temporada regular em que ele começou como titular, quebrando o recorde de Gene Upshaw. Ainda nessa temporada, Manning terminou liderando a NFL em passes completados (450, a melhor marca da história) e em passes tentados (679, a segunda melhor marca da história), e ainda conseguiu 4 700 jardas aéreas, que foi a melhor marca de sua carreira.
Nos playoffs da temporada, o Indianapolis enfrentou o New York Jets na jogo de repescagem da AFC e perdeu por 17 a 16. A apenas dois minutos e 36 segundos do final do quarto período, com os Colts perdendo por 14 a 13, Manning liderou seu time num drive de 48 jardas que terminou com um FG de cinquenta jardas do chutador Adam Vinatieri, dando a vantagem ao time de Indiana por 16 a 14 faltando apenas 53 segundos. Mas os Jets venceram o jogo com um FG com tempo expirado, terminando assim a temporada de Manning e dos Colts. Peyton completou 18 de 26 passes para 225 jardas e um TD naquela partida. Com essa derrota, ele estabeleceu o recorde de derrotas em casa em pós-temporadas para um quarterback, com quatro.
Em 15 de fevereiro de 2011, os Colts colocaram uma franchise tag em Manning.

##### Temporada de 2011: contusões e afastamento do time
Em 23 de maio de 2011, antes de a temporada começar, Manning passou por uma cirurgia no pescoço, a segunda a que ele se submeteu em menos de quinze meses. Em entrevista ao jornal Indianapolis Star, ele falou que passava bem, que não houve complicações e que estaria pronto para a temporada.
Em 30 de julho o Indianapolis Colts finalmente renovou o contrato de Peyton Manning por mais cinco anos, pelo valor de noventa milhões de dólares. O contrato foi firmado logo após os donos dos times e a Associação de Jogadores (NFLPA) — de que ele é membro, tendo participado das negociações — assinaram o acordo coletivo de trabalho que oficializou que a temporada ocorreria, em vez de ser cancelada por uma greve, como era previsto até ali.
Após um revés na sua recuperação da cirurgia feita no pescoço em 23 de maio, em 7 de setembro os Colts anunciaram que Manning estaria fora do jogo de abertura contra o Houston, pondo um fim na série de 208 jogos consecutivos como titular (227, se incluídos os playoffs). Depois de consultar outros médicos, ele decidiu passar por outra intervenção médica, desta vez na coluna cervical, em 8 de setembro. O tempo de recuperação desse procedimento era de dois a três meses. O Indianapolis então assinou com o QB Kerry Collins e nomeou-o seu quarterback para o começo da temporada.
Quando Manning veio a público e anunciou que não pretendia jogar em 2011, ele também avisou que não "lutaria" para ficar fora do injured reserve (reserva de machucados) se sua vaga no elenco fosse necessária. Ele começou a retornar a treinar com bola em meados de dezembro com o companheiro Joseph Addai e afirmou que estava "pronto para jogar". No fim, Peyton realmente não participou de jogo algum durante a temporada de 2011, e os Colts terminaram o ano com apenas duas vitórias, sofrendo catorze derrotas. Essa foi apenas a segunda temporada, desde que o quarterback foi recrutado pela franquia, em que o time terminou o ano com menos de dez vitórias.
Em 7 de março de 2012, conforme já vinha sendo especulado por semanas, Peyton Manning foi oficialmente dispensado do Indianapolis Colts depois de catorze anos no time. Em sua entrevista coletiva, o atleta agradeceu aos torcedores do time e anunciou que não pretendia se aposentar. "Esta cidade e este time significam muito para mim. Foi, de verdade, uma honra jogar em Indianápolis. Eu agradeço muito, do fundo do meu coração. Eu realmente me diverti sendo seu quarterback", afirmou Manning, emocionado, durante a entrevista coletiva. O dono do time, Jim Irsay, declarou que a camisa do jogador seria aposentada no clube.

#### Denver Broncos

##### Temporada de 2012: novo time e recomeço

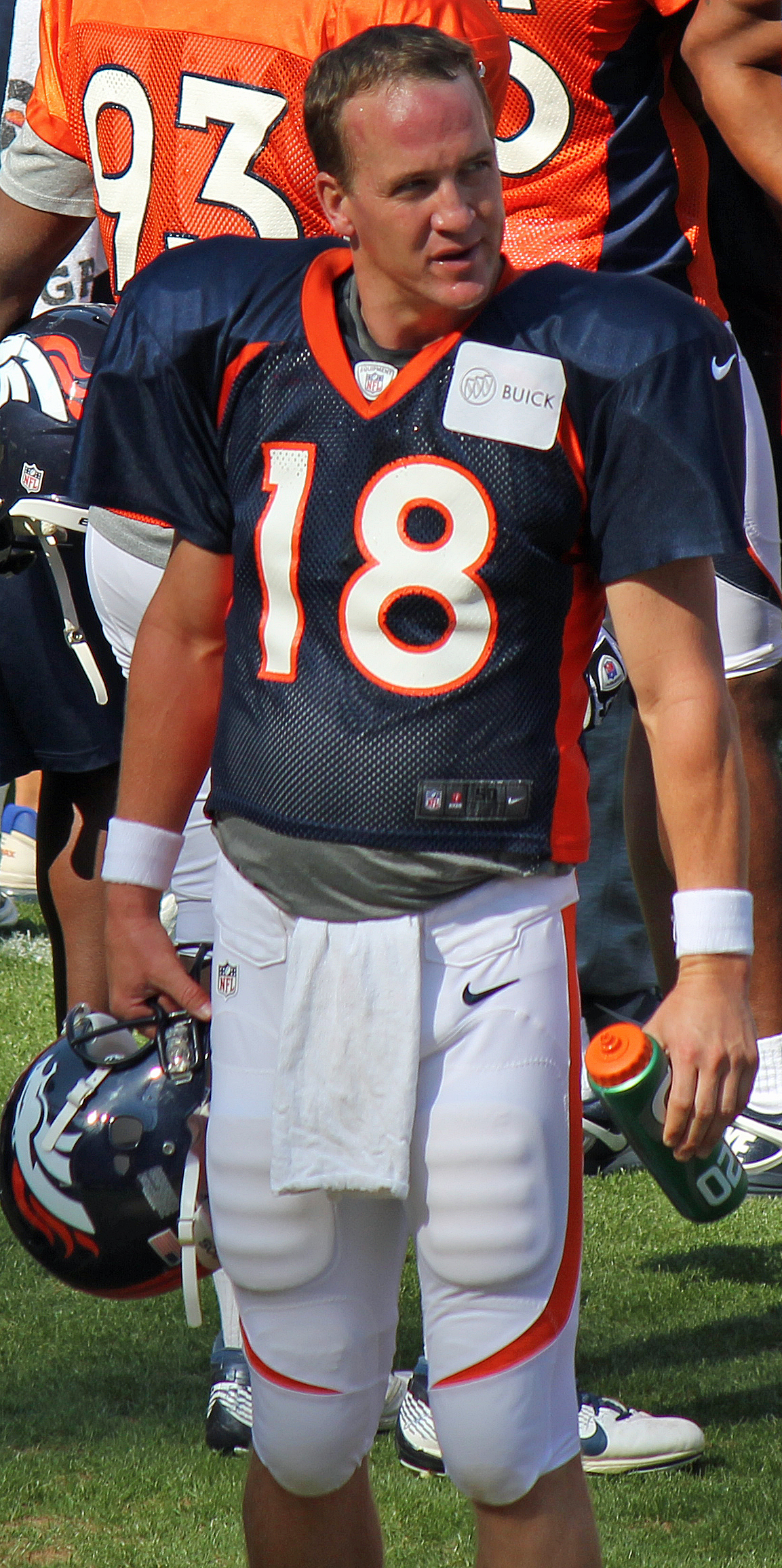
Peyton Manning em agosto de 2012.

Após ser dispensado pelos Colts, Manning iniciou sua busca por um novo time para recomeçar a carreira. Ele visitou nas semanas seguintes a sua dispensa as instalações do Miami Dolphins e do Arizona Cardinals, que esperavam fechar contrato com o jogador. Em 9 de março ele visitou o centro de treinamento dos Broncos em Denver, Colorado. Depois de muita especulação, em 20 de março Peyton Manning e os Broncos anunciaram que chegaram a um acordo e assinaram um contrato de cinco anos por um total de noventa e seis milhões de dólares.
Em 9 de agosto de 2012, Peyton Manning fez sua primeira aparição com a camisa dos Broncos durante uma partida contra o Chicago Bears na pré-temporada, completando quatro de sete passes para 44 jardas e sendo interceptado uma vez pelo safety Major Wright. Sua estreia pelo time de Denver na temporada regular aconteceu em setembro, na semana de abertura da temporada de 2012 da NFL, contra o Pittsburgh Steelers. No jogo, Manning completou 19 de 26 passes para 253 jardas, dois touchdowns e não sofreu nenhuma interceptação. Ele conseguiu um ratting de 129,2 na vitória por 31 a 19 e quebrou um recorde com o touchdown de 71 jardas anotado pelo recebedor Demaryius Thomas. Este foi o touchdown de número 400 de Peyton, fazendo dele o terceiro quarterback a atingir esta marca, atrás de Dan Marino e Brett Favre. Este também foi seu primeiro TD por outro time que não o Colts.
Apesar das preocupações na pré-temporada a respeito de sua saúde física, Manning acabou tendo um dos melhores anos de sua carreira em 2012. Ao fim de outubro, os analistas da rede de televisão ESPN comentaram que ele conseguiu "silenciar os críticos" sobre a força de seu braço. Peyton atuou pelos dezesseis jogos da temporada regular e lançou para pelo menos trezentas jardas em nove destes, e em apenas seis partidas seu passer rating ficou abaixo de cem. Ele terminou o ano com 4 659 jardas lançadas, 37 touchdowns anotados e um rating de 105,8 e acabou sendo eleito pelo público da NFL para o Pro Bowl de 2013, o décimo-segundo de sua carreira. Seu trabalho de recuperação, antes e durante a temporada, rendeu-lhe o prêmio de Comeback Player of the Year de 2012.

##### Temporada de 2013: MVP pela quinta vez
Na abertura da temporada de 2013, Manning tornou-se um dos seis jogadores na história da NFL a lançar para sete touchdowns em um jogo. Ele conseguiu este feito contra o campeão do Super Bowl XLVII, o Baltimore Ravens. Ele também não lançou nenhuma interceptação nesta partida, juntando-se a Y. A. Tittle como os únicos jogadores a ter sete passes para TD sem cometer um erro durante uma mesma partida. Duas semanas depois, contra o Oakland Raiders, Peyton quebrou o recorde de maior quantidade de passes para touchdown nas primeiras três partidas de uma temporada (doze), superando a marca estabelecida por Tom Brady em 2011. Então, na semana 16, ele quebrou o recorde da liga com 51 passes para TD em um único ano, sendo que ele terminaria 2013 com 55. Ele também estabeleceu o recorde de maior quantidade de jardas lançadas (com 5 477) por um quarterback em uma temporada, sendo esta a primeira vez em sua carreira que ele passou das cinco mil jardas aéreas alcançadas.
Por ter tido a melhor campanha da AFC, com treze vitórias em dezesseis jogos, os Broncos garantiram mando de campo nos playoffs e jogariam no seu estádio, o Sports Authority Field at Mile High, pelo restante da pós-temporada. Então, em 12 de janeiro, a equipe enfrentou o San Diego Chargers, pelas semifinais de conferência, e Manning teve um bom jogo, lançando para 230 jardas e dois touchdowns e sofrendo uma interceptação, na vitória do seu time por 24 a 17. Na semana seguinte, na final da Conferência Americana, Peyton enfrentou o New England Patriots de Tom Brady. Na partida, que foi uma das mais aguardadas do ano, o Denver venceu por 26 a 16. Manning teve uma de suas melhores performances no ano, ao lançar para quatrocentas jardas, além de dois passes para TD. Esta foi a quarta vez que ele enfrentou Brady nos playoffs, com cada jogador derrotando o oponente duas vezes. Com esta vitória, seu time garantiu uma vaga no Super Bowl XLVIII. No grande jogo, disputado em Nova Jérsei, em 2 de fevereiro de 2014, Manning liderou sua equipe (que tinha o melhor ataque da história em termos de pontos anotados durante a temporada) contra o Seattle Seahawks, time de melhor defesa do ano. Peyton acabou sendo anulado boa parte do jogo e precipitou-se em vários passes (sofrendo, inclusive, duas interceptações). A partida terminou com a vitória dos Seahawks por 43 a 8. Esta foi a terceira aparição de Manning nas finais: ele conseguiu levantar o troféu de campeão uma única vez, em 2007.
Nesta temporada, Manning foi, pela quinta vez na carreira, eleito o Jogador Mais Valioso (MVP) da temporada, mais do que qualquer outro atleta profissional de futebol americano nos Estados Unidos, e ainda foi nomeado o "Jogador de Ataque do Ano" (Offensive Player of the Year). Também foi apontado como o "Desportista do Ano" de 2013 (Sportsman of the Year) pela revista Sports Illustrated. Ele também juntou-se a Jerry Rice e Reggie White como os únicos jogadores a ser selecionados para treze Pro Bowls, um a menos que Bruce Mathews e Merlin Olsen.

##### Temporada de 2014

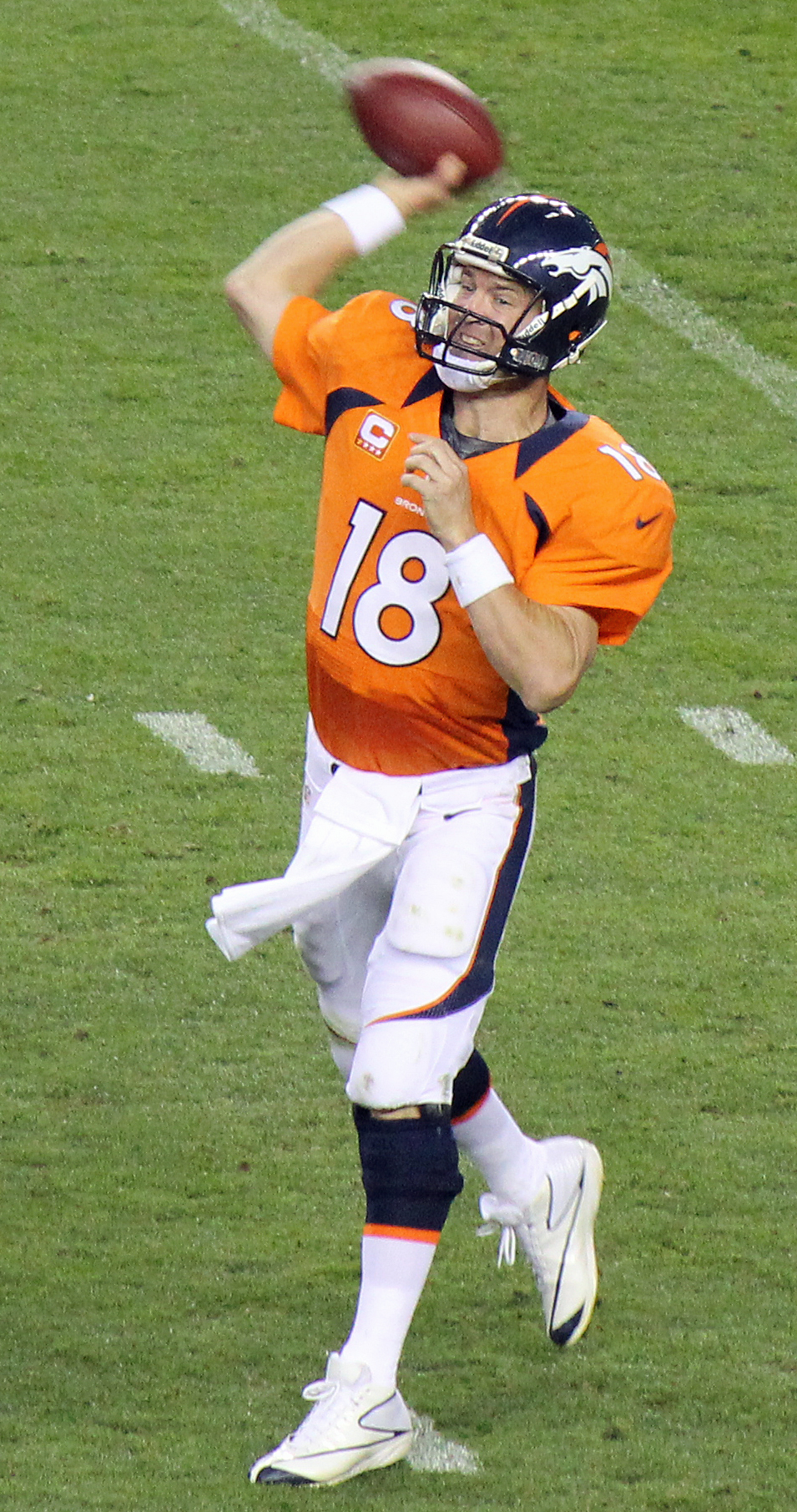
Manning fazendo um passe com a camisa dos Broncos.

O ano de 2014 começou estranho para Manning. Durante um jogo de pré-temporada, em 28 de agosto, ele foi multado em 8 268 dólares por provocação em cima do jogador D.J. Swearinger, do Houston Texans. Na partida de abertura da temporada regular, contra o seu ex-time (o Indianapolis Colts), Peyton se uniu a Brett Favre como os dois únicos quarterbacks na história da NFL a vencer todos os trinta e dois times da liga. Em 5 de outubro, ele marcou seu 500º touchdown na carreira, em uma partida contra o Arizona Cardinals. Ele também empatou com Dan Marino com a maior quantidade de jogos com 400 jardas por um QB. No dia 19 do mesmo mês, enfrentando o San Francisco 49ers, Manning lançou seu 509.º TD na carreira, passando Favre como o quarterback com mais passes lançados para touchdown.
Ao fim da temporada regular, Peyton tinha conseguido 4 727 jardas, 37 touchdowns e 15 interceptações. Ele foi nomeado neste ano também para o seu décimo quarto Pro Bowl, empatando com Tony Gonzalez, Bruce Matthews e Merlin Olsen com o maior número de nomeações para o jogo das estrelas.
Após um bom ano, com doze vitórias e quatro derrotas, Manning novamente não conseguiu capitalizar na pós-temporada. Pela nona vez na carreira, ele foi eliminado logo na primeira rodada dos playoffs, desta vez para seu antigo time, o Indianapolis Colts.

##### Temporada de 2015: declínio, retorno ao Super Bowl e aposentadoria
Não havia muitas expectativas para os Broncos no começo da temporada de 2015 da NFL. Perdas de jogadores importantes na intertemporada e a demissão do técnico John Fox haviam lançado dúvidas a respeito de que tipo de ano o time teria. Manning havia sido questionado sobre sua aposentaria nesse ano, mas anunciou que jogaria normalmente. Contudo, o começo da temporada foi precário. No primeiro jogo, ele completou 24 passes de 40 tentados, não marcou touchdowns e lançou uma interceptação. O declínio nas performances permaneceu nas partidas seguintes, com a defesa do Denver provando ser fundamental para garantir bons resultados. Assim, o time venceu as primeiras sete partidas. Nesses jogos, Peyton lançou para apenas nove TDs e cometeu pelo menos quatorze turnovers, caracterizando um dos piores inícios de temporada de sua vida profissional. Ainda assim, em um marco importante, quebrou o recorde de jardas lançadas na carreira por um quarterback, que pertencia a Brett Favre (que tinha 71 838 jardas totais). Porém, na mesma partida do recorde quebrado, ele lançou para quatro interceptações (com apenas cinco passes certos entre vinte tentados) e acabou sendo substituído, com Brock Osweiler assumindo a posição de QB titular pelo restante da temporada. Foi então confirmado que Manning estava jogando com uma contusão no fasceíte plantar, que teria afetado sua performance. Porém, mesmo com sua melhora, semanas depois, ele não reassumiu a posição principal do seu time, voltando apenas na última semana da temporada, tendo uma pequena participação, lançando apenas nove passes. Os Broncos terminaram o ano com doze vitórias e quatro derrotas, com um dos piores ataques da liga, mas uma defesa listada entre as melhores, estatisticamente falando. Em termos de estatística, Manning teve uma das piores temporadas da carreira, com nove touchdowns e dezessete interceptações, apenas 2 249 jardas lançadas e um rating de 67,9 (a pior marca da carreira).
Mesmo com os números medíocres no ano, os Broncos ganharam sua divisão e classificaram-se para a pós-temporada, que começou com uma partida contra o Pittsburgh Steelers, em 17 de janeiro de 2016. Manning teve um jogo eficiente, sem lançar touchdowns, mas também não cometeu erros, liderando seu time à vitória por 23 a 16. Na final de conferência da AFC, os Broncos enfrentaram, em casa, o New England Patriots, liderado por Tom Brady, que estava em ótima fase. O jogo foi acirrado, e Peyton teve uma boa performance, lançando para dois TDs na vitória por 20 a 18, garantindo assim a passagem para o Super Bowl.

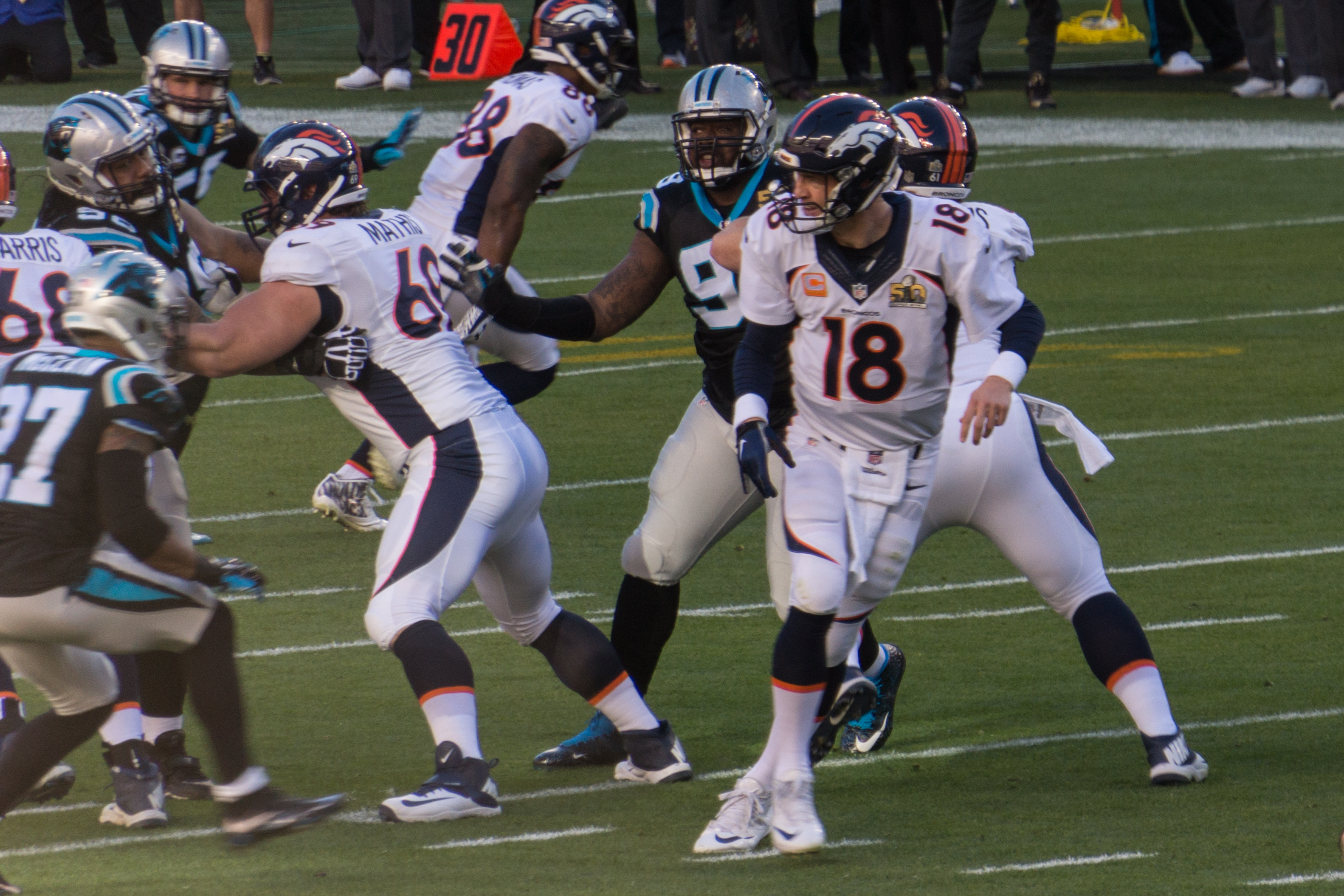
Manning (camisa #18), jogando no Super Bowl 50.

O Super Bowl 50, disputado em 8 de fevereiro de 2016, foi a quarta aparição de Manning em finais da NFL. Em termos de rating, ele foi para o jogo com um dos piores números absolutos para um quarterback nas finais na história da liga. Ele também foi o QB mais velho a disputar a partida como titular, até então. O jogo foi contra o Carolina Panthers, que havia perdido apenas uma partida durante a temporada inteira e vinha como favorito. Em um jogo disputado e marcado por ótimas performances defensivas, nenhum dos ataques conseguiu muita coisa. Peyton não marcou nenhum touchdown (apesar de ter conseguido uma conversão de dois pontos importante para seu time) e ainda sofreu uma interceptação. Mesmo assim, o Denver acabou vencendo a partida por 24 a 10. Manning tornou-se, então, o primeiro quarterback a vencer a final da NFL por dois times diferentes (com os Colts em 2007 e com os Broncos em 2016). Esta também foi a vitória de número duzentos na sua carreira (incluindo pós-temporada).
Após a conquista do título da temporada de 2015, Manning deixou em aberto sua situação com o time, contemplando continuar com os Broncos ou se aposentar. Muitas especulações pela mídia e pelos companheiros atletas dominaram a liga por semanas. Finalmente, em 7 de março de 2016, Peyton anunciou formalmente, numa entrevista coletiva em Denver, que estaria de fato se aposentando, no mesmo ano que levantou o troféu de campeão pela segunda vez. Foram dezoito temporadas como profissional, sendo reconhecido por especialistas como um dos melhores jogadores de futebol americano de todos os tempos. As últimas palavras de seu discurso de aposentadoria foram: "Lutei um bom combate. Terminei minha carreira no futebol [americano] e depois de 18 anos chegou a hora. Deus abençoe a todos vocês e Deus abençoe o futebol".

### Vida após a aposentadoria

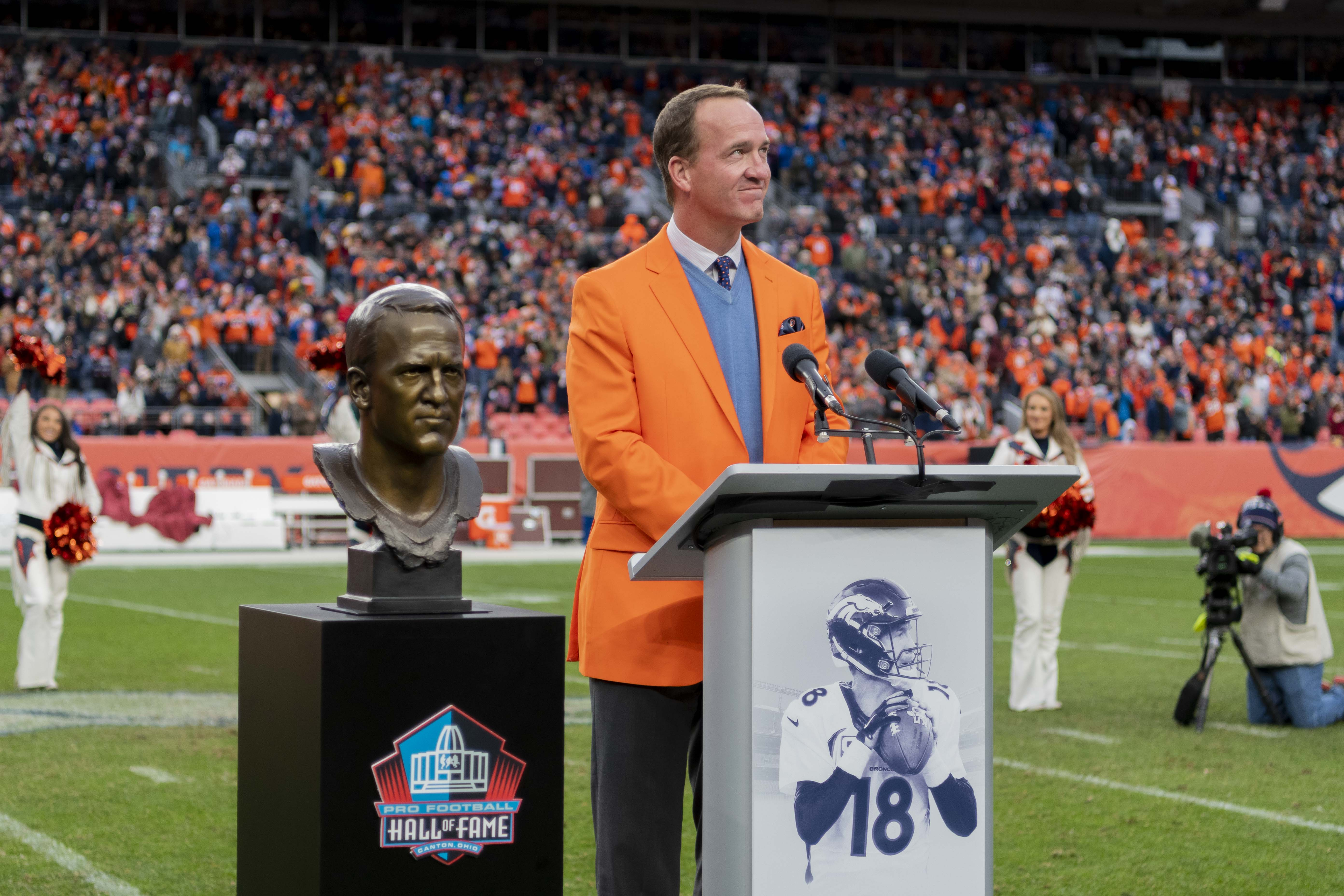
Manning sendo introduzido no Ring of Fame do Denver Broncos em 2021

Manning anunciou sua aposentadoria em março de 2016. Após dezoito temporadas na NFL, Manning recebeu o prêmio ESPY Icon Award em 2016. Ele ganhou um total de nove prêmios ESPY durante sua carreira.
Em 7 de outubro de 2017, em uma cerimônia com a presença de centenas de torcedores, os Colts inauguraram uma estátua de bronze de Manning fora do Lucas Oil Stadium. Manning foi introduzido no Ring of Honor do Indianapolis Colts e foi o primeiro jogador a ter sua camisa aposentada pelos Colts desde que se mudaram para Indianápolis. Em 2019, foi colocado na lista 100 All-Time Team da NFL.
Em 6 de fevereiro de 2021, Manning foi eleito para o Pro Football Hall of Fame logo no seu primeiro ano de elegibilidade, com o comitê levando apenas treze segundos para debater sua decisão. Em 9 de junho de 2021, Manning foi, por unanimidade, eleito para o Ring of Fame do Denver Broncos. Manning foi introduzido formalmente no Hall da Fama do futebol americano numa cerimônia realizada em 8 de agosto de 2021, e depois foi aceito no Ring of Fame dos Broncos em 31 de outubro de 2021. Peyton, junto com Eli, foram nomeados Football Legends Class da SEC de 2022.
Em 2020, Peyton fundou a Omaha Productions, uma empresa de entretenimento voltada à criação de conteúdo audiovisual esportivo. Em setembro de 2021, junto com seu irmão Eli, começaram, em parceria com a ESPN e a NFL, um programa chamado Manning Cast, que era um podcast exibido durante o Monday Night Football da temporada regular. Apesar da audiência ter sido menor que a esperada, o formato do programa, o humor e a química entre os irmãos foi aclamado pela crítica.

## Postura pré-snap
A postura de Peyton Manning antes do snap foi, por quase duas décadas, uma das cenas mais reconhecidas e aclamadas na NFL. Antes do início de cada jogada ofensiva, os times de ataque normalmente se juntam no chamado huddle (conferência); contudo, Manning frequentemente não fazia o huddle, usando a chamada hurry-up offense (ataque em velocidade), chamando vários audibles (códigos) na linha de scrimmage. Manning era conhecido por sua capacidade acima da média de ler a defesa adversária e mudar a jogada pré-estabelecida. Esse estilo de jogo rápido e agressivo chamou muita atenção pela sua eficácia e requeria constante treinamento por parte dos jogadores, e por isso Peyton era considerado um dos quarterbacks mais inteligentes da liga.

## Vida pessoal

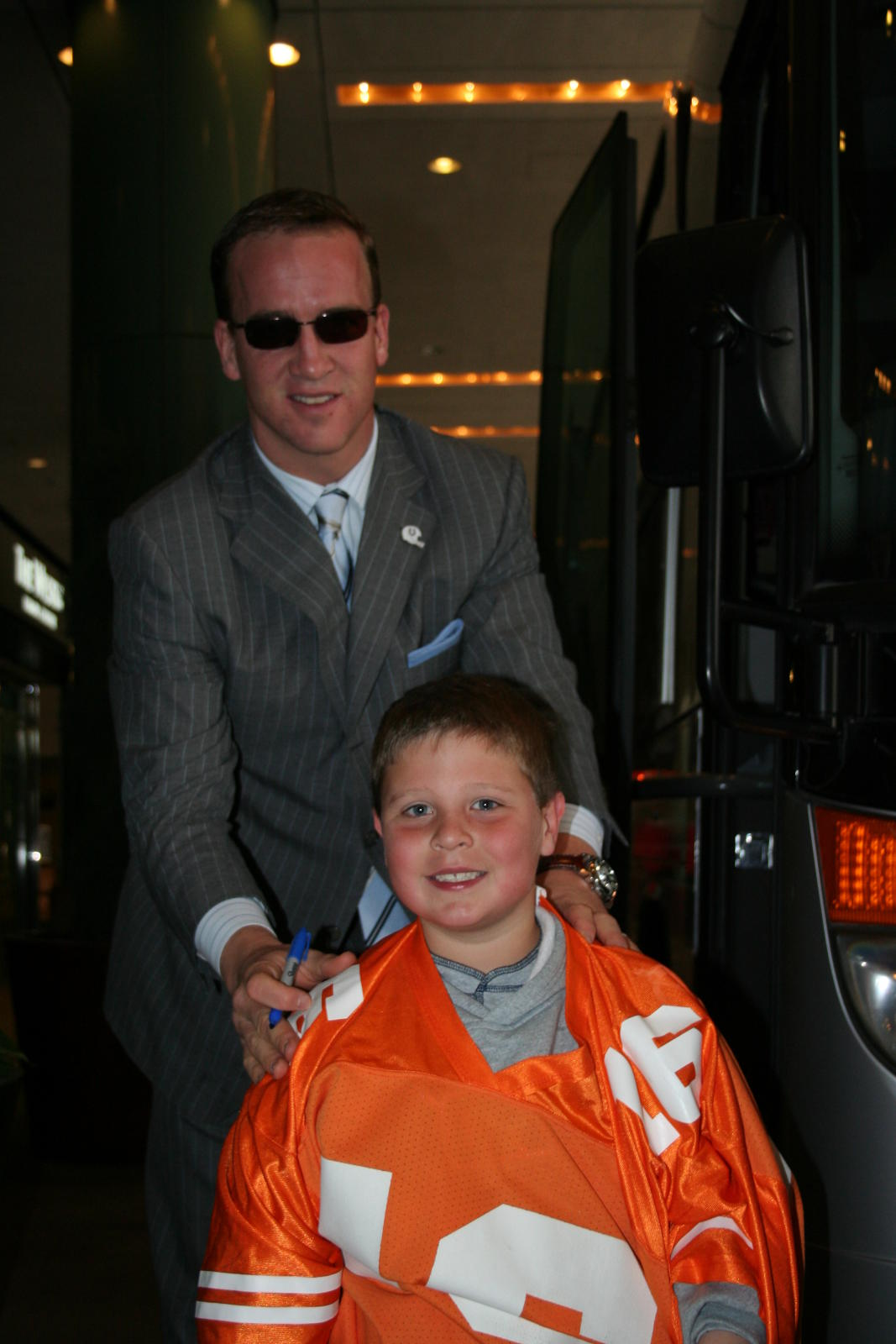
Peyton Manning com um fã em 2006.

Manning casou-se com sua esposa Ashley em Memphis no Dia de São Patrício em 2001. Ela trabalha no ramo imobiliário e o casal tem dois filhos gêmeos, Marshall Williams, um menino, e Mosley Thompson, uma menina.
Peyton é um cristão devoto: "Eu entreguei minha vida a Cristo, e a fé tem sido mais importante para mim desde então".
Durante o verão, Peyton, seu pai Archie e seus irmãos Cooper e Eli trabalham na Manning Passing Academy, que treina jovens wide receivers, tight ends e running backs. Além dos Mannings, alguns jogadores que são amigos de Peyton participam do projeto, como os wide receivers Marvin Harrison e Reggie Wayne.
Manning é republicano e já doou mais de oito mil dólares para campanhas políticas de vários candidatos, como Mitt Romney, Fred Thompson, Jeb Bush, Bob Corker e o ex-presidente George W. Bush.
Peyton também é presidente da Peyback Foundation, uma fundação que ajuda crianças nos estados americanos de Luisiana, Tennessee e Indiana. Em agosto de 2005, logo após o Furacão Katrina, Peyton e Eli doaram, por meio de sua fundação, dinheiro para ajudar na reconstrução de sua cidade natal. Em setembro de 2007 o St. Vincent Hospital, em Indianápolis, mudou o nome de sua ala infantil para "Peyton Manning Children's Hospital at St. Vincent". Manning e sua esposa já doaram enormes somas para o hospital desde que chegaram à cidade.
Após a aposentadoria, Manning passou a dedicar-se à família, a trabalhos beneficentes e a questões de negócios. Em outubro de 2017, uma estátua foi erguida em sua homenagem no Lucas Oil Stadium. Em 6 de fevereiro de 2021, no seu primeiro ano de elegibilidade, Peyton foi aceito no Pro Football Hall of Fame (o salão da fama do esporte).

### Manning na mídia
| “                                                                       | Esse cara é muito bom. Quero dizer, se você gosta… de um quarterback de 1,96 metro e 104 kg com um… braço de foguete… | ” |
| — Peyton Manning, referindo-se a si mesmo em um comercial para a Sprint | |   |

Manning foi um dos jogadores com nome mais rentável da NFL, aparecendo em vários comerciais e outdoors para alguns dos maiores patrocinadores da liga. Seu N-Score, estatística calculada pelo instituto de pesquisas Nielsen para avaliar potencial de endosso para garotos-propaganda, era, em janeiro de 2011, de 262, disparado o maior entre atletas profissionais. Ele é conhecido como "garoto-propaganda" das seguintes marcas: Sprint, Sony, MasterCard, Gatorade, DirecTV, H.H. Gregg e da Cruz Vermelha Americana. Manning também é porta-voz dos jogos NFL Fever para Xbox e está na capa de alguns games.
Peyton já fez uma aparição no programa Saturday Night Live em 2008, numa cena com crianças de uma escola e também em outro sobre um time de basquete de escola.
Uma vinheta do programa da ESPN This is SportsCenter, de 2006, mostra a família inteira de Manning: os pais, Archie e Olivia, com os filhos Peyton, Eli e Cooper, num pequeno tour pelos estúdios do SportCenter, com Peyton e Eli brincando um com o outro.
Ele também aparece em uma série de comerciais para a DirecTV. Em um dos comerciais há uma paródia com Manning se preparando para uma jogada e em vez de chamar um audible ele comenta sobre o NFL Sunday Ticket em um "jogo" contra o Tennessee Titans. Manning também aparece em uma propaganda para o St. Mary's Medical Center em Knoxville, Tennessee.

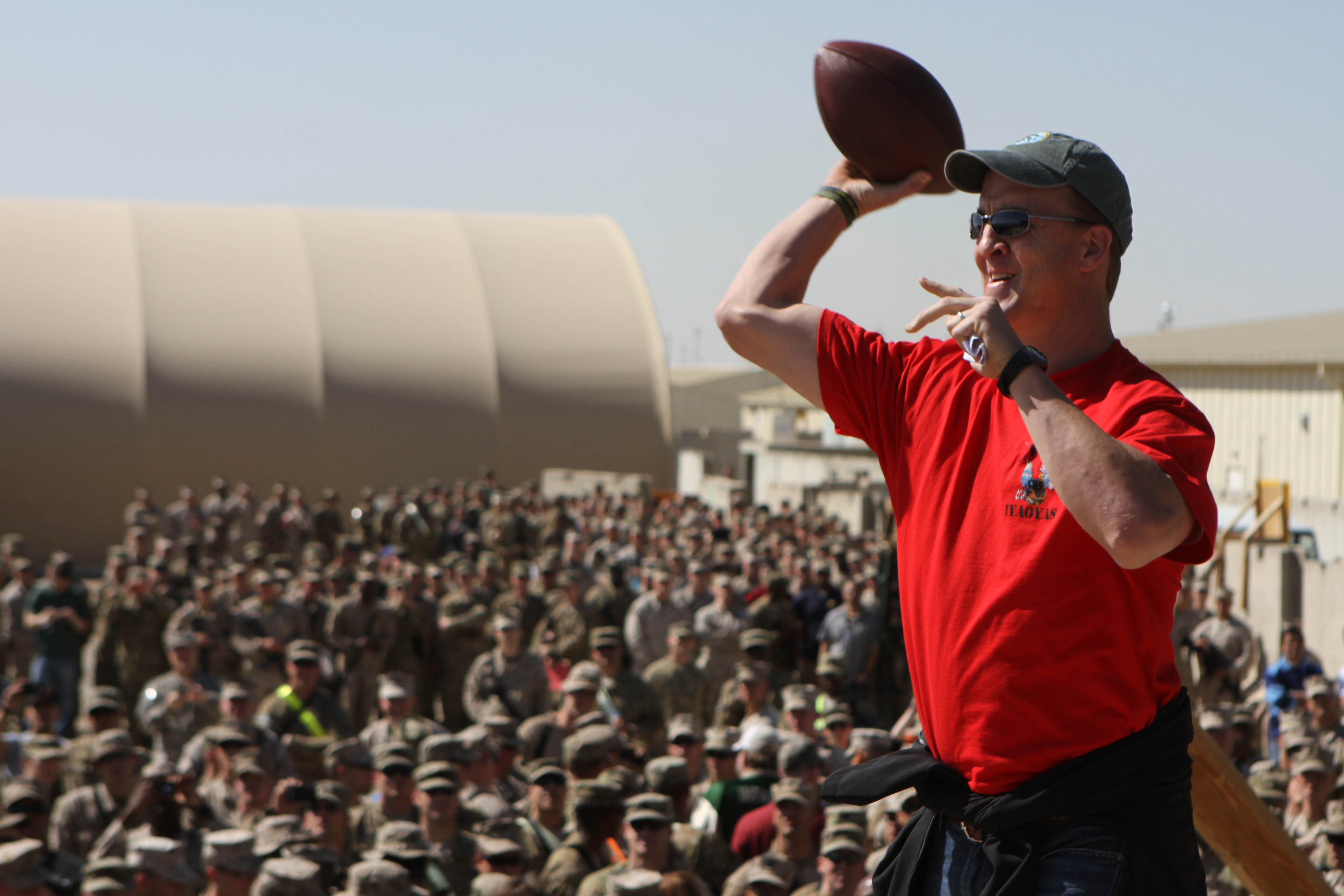
Manning no Campo Leatherneck, Afeganistão, em 2013.

Manning também foi o anfitrião num episódio de Saturday Night Live com a convidada musical Carrie Underwood em 24 de março de 2007, seu 31.º aniversário. O episódio foi o mais assistido dos dez meses anteriores. Na abertura, ele fez uma alusão a sua imagem rentável e brincou dizendo que conquistou dois objetivos na vida: seu time, os Colts, vencer um Super Bowl e aparecer em metade dos comerciais nos Estados Unidos. Ele também ganhou o prêmio de Favorite Male Athlete (atleta masculino favorito) no Kids Choice Awards. Em 27 de maio de 2007 Manning balançou a bandeira verde, dando a largada para a 91.ª edição das 500 Milhas de Indianápolis.
Em 2009 Manning apareceu como convidado (junto com os irmão Eli e Cooper) em um episódio de The Simpsons, chamado "O Brother, Where Bart Thou?", em que Bart sonha que tem um irmão mais novo e vê os Manning junto de outros famosos irmãos, como os Irmãos Marx, Os Irmãos Cara-de-Pau, os Irmãos Wright e os Mario Brothers.

## Estatísticas
Todos os números retirados dos sites Pro Football Reference, CBS Sportsline, ESPN e NFL.com.

#### Temporada regular
| Ano      | Time     | Jogos | Titular | Vitórias | Passando a bola | Passando a bola | Passando a bola | Passando a bola | Passando a bola   | Passando a bola | Passando a bola | Correndo com a bola | Correndo com a bola | Correndo com a bola | Correndo com a bola | QB Rating |
| Ano      | Time     | Jogos | Titular | Vitórias | Comp            | Ten             | Pct             | Jardas          | Jardas por jogada | TD              | Int             | Ten                 | Jardas              | Jardas por jogada   | TD                  | QB Rating |
| -------- | -------- | ----- | ------- | -------- | --------------- | --------------- | --------------- | --------------- | ----------------- | --------------- | --------------- | ------------------- | ------------------- | ------------------- | ------------------- | --------- |
| 1998     | IND      | 16    | 16      | 3        | 326             | 575             | 56,7%           | 3 739           | 6,5               | 26              | 28              | 15                  | 62                  | 4,1                 | 0                   | 71,2      |
| 1999     | IND      | 16    | 16      | 13       | 331             | 533             | 62,1%           | 4 135           | 7,8               | 26              | 15              | 35                  | 73                  | 2,1                 | 2                   | 90,7      |
| 2000     | IND      | 16    | 16      | 10       | 357             | 571             | 62,5%           | 4 413           | 7,7               | 33              | 15              | 37                  | 116                 | 3,1                 | 1                   | 94,7      |
| 2001     | IND      | 16    | 16      | 6        | 343             | 547             | 62,7%           | 4 131           | 7,6               | 26              | 23              | 35                  | 157                 | 4,5                 | 4                   | 84,1      |
| 2002     | IND      | 16    | 16      | 10       | 392             | 591             | 66,3%           | 4 200           | 7,1               | 27              | 19              | 38                  | 148                 | 3,9                 | 2                   | 88,1      |
| 2003     | IND      | 16    | 16      | 12       | 379             | 566             | 67%             | 4 267           | 7,5               | 29              | 10              | 28                  | 26                  | 0,9                 | 0                   | 99,0      |
| 2004     | IND      | 16    | 16      | 12       | 336             | 497             | 67,7%           | 4 557           | 9,2               | 49              | 10              | 25                  | 38                  | 1,5                 | 0                   | 121,0     |
| 2005     | IND      | 16    | 16      | 14       | 305             | 453             | 67,3%           | 3 747           | 8,3               | 28              | 10              | 33                  | 45                  | 1,4                 | 0                   | 104,1     |
| 2006     | IND      | 16    | 16      | 12       | 362             | 557             | 65%             | 4 397           | 7,9               | 31              | 9               | 23                  | 36                  | 1,6                 | 4                   | 101,0     |
| 2007     | IND      | 16    | 16      | 13       | 337             | 515             | 65,4%           | 4 040           | 7,8               | 31              | 14              | 20                  | −5                  | −0,3                | 3                   | 98,0      |
| 2008     | IND      | 16    | 16      | 12       | 371             | 555             | 66,8%           | 4 002           | 7,2               | 27              | 12              | 20                  | 21                  | 1,1                 | 1                   | 95,0      |
| 2009     | IND      | 16    | 16      | 14       | 393             | 571             | 68,8%           | 4 500           | 7,9               | 33              | 16              | 19                  | −13                 | −0,7                | 0                   | 99,9      |
| 2010     | IND      | 16    | 16      | 10       | 450             | 679             | 66,3%           | 4 700           | 7,0               | 33              | 17              | 18                  | 18                  | 1,0                 | 0                   | 91,9      |
| 2011     | IND      | 0     | 0       | 0        | 0               | 0               | 0               | 0               | 0                 | 0               | 0               | 0                   | 0                   | 0                   | 0                   | 0         |
| 2012     | DEN      | 16    | 16      | 13       | 400             | 583             | 68,6%           | 4 659           | 8,0               | 37              | 11              | 23                  | 6                   | 0,3                 | 0                   | 105,8     |
| 2013     | DEN      | 16    | 16      | 13       | 450             | 659             | 68,3%           | 5 477           | 8,3               | 55              | 10              | 32                  | −31                 | −1,0                | 1                   | 115,1     |
| 2014     | DEN      | 16    | 16      | 12       | 395             | 597             | 66,2%           | 4 727           | 7,9               | 39              | 15              | 24                  | −24                 | −1,0                | 0                   | 101,5     |
| 2015     | DEN      | 10    | 9       | 7        | 198             | 331             | 59,8%           | 2 249           | 6,8               | 9               | 17              | 6                   | −6                  | −1,0                | 0                   | 67,9      |
| Carreira | Carreira | 266   | 265     | 186      | 6 125           | 9 380           | 65,3%           | 71 940          | 7,7               | 539             | 251             | 431                 | 667                 | 1,5                 | 18                  | 96,5      |

#### Pós-temporada
| Ano      | Time     | Jogos | Vitórias | Passando a bola | Passando a bola | Passando a bola | Passando a bola | Passando a bola   | Passando a bola | Passando a bola | Correndo a bola | Correndo a bola | Correndo a bola   | Correndo a bola | QB Rating |
| Ano      | Time     | Jogos | Vitórias | Comp            | Ten             | Pct             | Jardas          | Jardas por jogada | TD              | Int             | Ten             | Jardas          | Jardas por jogada | TD              | QB Rating |
| -------- | -------- | ----- | -------- | --------------- | --------------- | --------------- | --------------- | ----------------- | --------------- | --------------- | --------------- | --------------- | ----------------- | --------------- | --------- |
| 1999     | IND      | 1     | 0        | 19              | 42              | 45,2%           | 227             | 5,4               | 0               | 0               | 2               | 22              | 11                | 1               | 62,3      |
| 2000     | IND      | 1     | 0        | 17              | 32              | 53,1%           | 194             | 6,1               | 1               | 0               | 1               | −2              | −2                | 0               | 82,0      |
| 2002     | IND      | 1     | 0        | 14              | 31              | 45,2%           | 137             | 4,4               | 0               | 2               | 1               | 2               | 2                 | 0               | 31,2      |
| 2003     | IND      | 3     | 2        | 67              | 103             | 65%             | 918             | 8,9               | 9               | 4               | 4               | 3               | 0,8               | 0               | 106,4     |
| 2004     | IND      | 2     | 1        | 54              | 75              | 72%             | 696             | 9,3               | 4               | 2               | 2               | 7               | 3,5               | 1               | 107,4     |
| 2005     | IND      | 1     | 0        | 22              | 38              | 57,9%           | 290             | 7,6               | 1               | 0               | 0               | 0               | 0                 | 0               | 90,9      |
| 2006     | IND      | 4     | 4        | 97              | 153             | 63,4%           | 1 034           | 6,8               | 3               | 7               | 8               | 3               | 0.4               | 1               | 70,5      |
| 2007     | IND      | 1     | 0        | 33              | 48              | 68,7%           | 402             | 8,4               | 3               | 2               | 1               | −6              | −6                | 0               | 97,7      |
| 2008     | IND      | 1     | 0        | 25              | 42              | 59,5%           | 310             | 7,4               | 1               | 0               | 1               | −1              | −1                | 0               | 90,4      |
| 2009     | IND      | 3     | 2        | 87              | 128             | 68%             | 956             | 7,5               | 6               | 2               | 3               | −2              | −0,6              | 0               | 99,0      |
| 2010     | IND      | 1     | 0        | 18              | 26              | 69,2%           | 225             | 8,7               | 1               | 0               | 0               | 0               | 0,0               | 0               | 108,7     |
| 2012     | DEN      | 1     | 0        | 28              | 43              | 65,1%           | 290             | 6,7               | 3               | 2               | 1               | −1              | −1                | 0               | 88,3      |
| 2013     | DEN      | 3     | 2        | 91              | 128             | 71,1%           | 910             | 7,1               | 5               | 3               | 3               | −2              | −0,7              | 0               | 94,2      |
| 2014     | DEN      | 1     | 0        | 26              | 46              | 56,5%           | 211             | 4,6               | 1               | 0               | 0               | 0               | 0                 | 0               | 75,5      |
| 2015     | DEN      | 3     | 3        | 51              | 92              | 55,4%           | 539             | 5,9               | 2               | 1               | 5               | 10              | 2,0               | 0               | 75,4      |
| Carreira | Carreira | 27    | 14       | 649             | 1 027           | 63,2%           | 7 339           | 7,1               | 40              | 25              | 32              | 34              | 1,1               | 3               | 87,4      |